# Выборгская операция
Выборгская наступательная операция — фронтовая наступательная операция правого крыла Ленинградского фронта во время Великой Отечественной войны, осуществлённая 10 июня—20 июня 1944 года при содействии части сил Балтийского флота, Ладожской военной флотилии и 13-й Воздушной армии. Часть стратегической Выборгско-Петрозаводской наступательной операции — одного из десяти сталинских ударов (четвёртый сталинский удар).
В результате успешно проведенных Красной армией операций под Ленинградом и Новгородом зимой 1944 г. немецкие войска, находившиеся в непосредственной близости к Ленинграду с юга, были разгромлены и отброшены от города на расстояние до 250 км, блокада Ленинграда была окончательно снята. Однако, на северо-западе финские войска все ещё находились на расстоянии 23-25 км от Ленинграда, и их тяжелая артиллерия продолжала угрожать городу.
Выборгская наступательная операция проводилась в период с 10 июня 1944 года с целью
освобождения от противника северной части Ленинградской области, восстановления на
Карельском перешейке государственной границы с Финляндией, а также создания благоприятных условий для последующих ударов Красной Армии по врагу в Южной Карелии,
Прибалтике и на Крайнем Севере.
Через три дня после высадки союзников во Франции (Нормандская операция) и незадолго до советского наступления на центральном направлении восточного фронта (Белорусская операция (1944)), Красная Армия подготовила, с точки зрения военных историков Германии, неожиданную и беспримерную наступательную операцию на Карельском перешейке.
Датой окончания операции в советской и российской исторической науке принято считать день взятия города Выборга 20 июня 1944 года. Однако, наступательные бои на Карельском перешейке во исполнение директивы Ставки Верховного Главнокомандования (ВГК) № 220119 от 21 июня 1944 г. продолжались.
Первому этапу Выборгской операции, закончившемуся безоговорочной блестящей победой Красной армии, посвящено много исследований, в официальной историографии он подробно описан.
Второму этапу Выборгской операции в официальной советской и российской историографии уделялось мало внимания. Как следствие этот этап Выборгской операция остается почти неизвестным и до определённой степени белым пятном по описанию боевых действий на фронте в этот период, датировке событий.
В фундаментальном сборнике «История Ленинградского военного округа» и более поздней работе в Военно-историческом журнале № 1 за 2005 год  сказано, что войска Ленинградского фронта, согласно директиве Ставки Верховного Главнокомандования, перешли к обороне с 12 июля 1944 года, что не соответствует имеющимся в настоящее время в открытом доступе документам.
По имеющимся в настоящее время данным Директивы Ставки ВГК об остановке наступления на Ленинградском фронте в июле 1944 года нет. Такая Директива Ставки Командующему войсками Ленинградского фронта о переходе к жесткой обороне на Карельском перешейке направлена не в июле 1944 года, а 29 августа 1944 г. (Директива № 220194, примечания).
После 12.7.44 г. на правом фланге Ленинградского фронта советские войска продолжали наступление на захваченном плацдарме на левом берегу реки Вуокса (см раздел Продолжение наступления).
В отечественной литературе нет общепринятого единого названия операции. Операция называется Выборгско-Петрозаводской, иногда с выделением раздельно Выборгской операции и Свирско-Петрозаводской операции. В  12 - томном издании «Великая Отечественная война», 2015 г.,  эти две операции указываются как относительно самостоятельные .  И Выборгская, и Свирско-Петрозаводская операция каждая по отдельности называются четвёртым сталинским ударом.
Этот факт не всегда позволяет установить точные данные по силам и средствам противостоящего противника на каждом этапе, так как первоначальный состав частей в критический для финских войск момент значительно  менялся за счёт спешно перебрасываемого значительного числа частей на Карельский перешеек из Карелии.
Это обстоятельство приводит к тому, что до сих пор нет точных данных по потерям в Выборгской операции, так как в литературе чаще указываются общие данные по Карельскому и Ленинградскому фронту в Выборгско — Петрозаводской операции, а не раздельно . Остаётся неизвестным число удостоенных в Выборгской операции звания Героя Советского Союза. В сборнике «История второй мировой войны 1939—1945 г.г. в 12 томах» указывается, что всего за операции на двух фронтах, на Карельском перешейке и в Южной Карелии, 78 воинов, совершивших подвиги, удостоились звания Героя Советского Союза, и эти данные не отражают фактическое число награждённых. Иринчеев Б. К. считает, что на Карельском перешейке в 21-й , 23-й и 59-й армиях награждено не менее 65 человек, а не 27 как указано в официальной литературе.
Наступления советских войск на Карельском перешейке и в Карелии стали завершающими операциями битвы за Ленинград и, наряду с Псковско-Островской операцией, закончили освобождение Ленинградской области (в границах 1944 года) от вражеской оккупации. Тяжелейшее военное поражение Финляндии ускорило её выход из войны.

## Советско-финские переговоры о перемирии (февраль—апрель 1944 года)
В начале 1944 года войска Ленинградского и Волховского фронтов в результате Ленинградско-Новгородской операции полностью освободили Ленинград от блокады и, отбросив немецкую 18-ю армию от города на 220—280 километров, вышли к концу наступления к границам прибалтийских республик. При этом уже в начале февраля 1944 года 2-я ударная армия Ленинградского фронта вышла к реке Нарве, намереваясь прорвать оборону противника на этом рубеже и продолжить наступление вглубь Эстонии.
Поскольку через Нарву и другие прибалтийские порты проходила основная часть поставок продовольствия и вооружения из Германии в Финляндию, финское правительство было крайне озабочено таким развитием событий и, продолжая искать возможные пути выхода страны из явно неудачной войны против СССР, приняло решение начать переговоры о заключении перемирия с СССР.
В феврале 1944 года в Стокгольме проходили предварительные переговоры финского представителя Ю. К. Паасикиви с советским посланником в Стокгольме (Швеция) А. М. Коллонтай, финской стороне были переданы предложения советской стороны, главными из которых были разрыв отношений с Германией, изгнание находившихся на территории Финляндии немецких войск и восстановление советско-финской границы 1940 года. Центральным, как это считала А. М. Коллонтай, было явное отсутствие у СССР «каких-либо намерений покушаться на самостоятельность Финляндии» . Эти условия сохранились в целом до подписания Московского перемирия в сентябре 1944 г.
Правительство Финляндии решило, что советские условия для него неприемлемы, но контакты с СССР нужно продолжить. Это решение 29 февраля одобрил финский парламент.
Переговоры проходили в Москве 27 и 29 марта 1944 г. Приехавшая финская делегация не имела полномочий для заключения перемирия, в то время как советская стороны была представлена на высоком уровне, переговоры вели Нарком иностранных дел В. М. Молотов и его заместитель В. Г. Деканозов.
В целом в Финляндии явно стремились на переговорах уйти от принятия каких-либо практических решений. В руководящих кругах Хельсинки считали, что «финская армия стояла, по-прежнему непобежденная, глубоко вклинившись на территорию Советского Союза» и поэтому «многие министры правительства были готовы охотнее всего уйти в отставку, чем примириться с границей 1940 г.» Начальник финского генерального штаба Э. Хенрикс считал, что советские войска не будут атаковать финские укрепления, поскольку «у нас прочные позиции перед противником».
Условия выхода Финляндии из войны и разрыва отношений с Германией были поддержаны союзниками СССР по антигитлеровской коалиции. 16 марта президент США Рузвельт заявил, что  «у меня и у народа Соединённых Штатов существуют постоянные чувства отчуждения видеть Финляндию сражающейся в компании с нацистской Германией… Я думаю, что могу говорить от имени всех американцев, если скажу, что мы искренне надеемся, что теперь Финляндия использует возможность отмежеваться от Германии» .
К началу апреля немецкая Группа армий «Север» стабилизировала фронт и остановила советское наступление на линии «Пантера». Взять Нарву и начать освобождение Прибалтики советским войскам на тот момент не удалось. Германия, которая была информирована о переговорах Финляндии с СССР, соответствующим образом отреагировала. 3 апреля Риббентроп запретил поставку ей из Германии зерна, железа, каменного угля, минеральных удобрений и промышленных товаров широкого потребления.18 апреля 1944 г. Гитлер подписал распоряжение «прекратить поставку вооружения в Финляндию», а правительству страны было дано понять, что выход из войны и заключение мирного договора будет рассматриваться как открытое предательство. В этих условиях финское правительство 18 апреля окончательно отвергло условия СССР, объясняя это тем, что «принятие этих предложений… в значительной степени ослабило бы и нарушило бы те условия, при которых Финляндия может продолжать существовать как самостоятельное государство».
В Финляндии на тот момент ещё сохранялись иллюзии о возможности возврата к границам 1939 года, поскольку она ещё контролировала их и надеялись на выстроенные в годы войны новые оборонительные линии на Карельском перешейке. СССР принципиально не собирался отходить от изначально предложенных им условий. Нельзя забывать, что финские войска активно участвовали в установлении беспрецедентной военной блокады Ленинграда, замыкая сухопутное кольцо блокады с севера. Глава советской делегации на переговорах в Москве заявил следующее:  «Финляндия причинила Советскому Союзу такой ущерб, что лишь результаты блокады Ленинграда в несколько раз превышают требования, которые Финляндия должна выполнить» .
Переговоры с финской делегацией закончились отказом Финляндии от подписания перемирия. Глава делегации на Московских переговорах Ю. К. Паасикиви в своём дневнике 2 апреля 1944 г. написал:  «Снова живем во власти иллюзий и фантазий. Ждем спасения, не осмеливаясь даже помыслить, каким образом это можно было бы осуществить» .

## Задачи наступления советских войск
После безрезультатных попыток решить вопрос о заключении перемирия с Финляндией средствами дипломатии Ставка ВГК и Генеральный штаб разработали план проведения наступательной операции против финской армии силами Ленинградского и Карельского фронтов с целью разгрома войск противника на Карельском перешейке и в Карелии, освобождение оккупированных противником районов Ленинградской области и Советской Карелии, а также создания благоприятных условий для последующих ударов Красной армии по врагу в Южной Карелии, Прибалтике и на Крайнем Севере.
Непосредственная задача войск Ленинградского фронта состояла в том, чтобы на направлении главного удара наступать вдоль побережья Финского залива в общем направлении Старый Белоостров — Выборг — Лаппеэнранта, уничтожить основные силы финских войск на Карельском перешейке. На направлении вспомогательного удара предстояло частью сил выйти на Сортавалу и по северному берегу Ладоги нацелиться в тыл противнику, оборонявшемуся в Карелии.
 "Задача Ленинградского фронта состояла в том, чтобы прорвать финскую оборону в направлении Выборга и создать угрозу вторжения советских войск в глубину Финляндии к основным политическим и экономическим центрам, в том числе Хельсинки « , имея в виду побудить финское правительство скорее принять решение о выходе из войны на стороне Германии.
В Финляндии официальной является версия, что конечной целью советского наступление была полная оккупация Финляндии и, возможно, последующее присоединение её к СССР.

Согласно информации, полученной от союзников, советское правительство решило… поглотить Финляндию… Посол США в Турции Стейнгардт… говорил нашему послу в Анкаре, что это наступление для западных стран было полной неожиданностью и положение Финляндии вызывало там серьёзную озабоченность. Ожидалось, что Красная Армия, благодаря своему превосходству в силе, войдет в Хельсинки самое позднее в середине июля…. Да и в том случае, если бы Финляндия осталась самостоятельной, существовала опасность оккупации всей страны или же большей её части. Полностью сознавая то, что означает советская оккупация, США хотели бы воспрепятствовать такому развитию, но посол Стейнгард не утаил, что возможности воздействовать на Советский Союз на том этапе были весьма и весьма незначительны— Из воспоминаний К. Г. Маннергейма
Чтобы пресечь появившуюся в это время в зарубежной прессе ложную информацию о претензиях СССР на оккупацию Финляндии, 1 марта 1944 года Советское правительство опубликовало список требований СССР к Финляндии.
Версия о планировавшейся СССР оккупации страны, ставшая в настоящее время в Финляндии общепринятой трактовкой событий лета 1944 года, не подтверждается имеющимися документами, в том числе документами министерства иностранных дел Финляндии (см. раздел Советско-финские переговоры о перемирии), рассекреченными документами Ставки Верховного Главнокомандования и рассекреченными документами Ленинградского фронта.
Вывод об отсутствии в СССР планов оккупации Финляндии делают советские и российские историки, занимающиеся вопросами боевых действий с Финляндией в 1941—1944 г.
На Тегеранской конференции „большой тройки“ стран антигитлеровской коалиции (28 ноября — 1 декабря 1943 года), ещё до начала переговоров с Финляндией, Верховный Главнокомандующий обозначил планы СССР в отношении Финляндии

Сталин. В наши условия мира с Финляндией входит восстановление действия советско-финского договора 1940 года. При этом мы готовы, если этого пожелают финны, отказаться от Ханко взамен нам района Петсамо. Мы намерены также потребовать возмещения натурой в половинном размере ущерба, причиненного нам Финляндией в этой войне, изгнания немцев из Финляндии, разрыва с Германией и выполнения некоторых других условий.
 Продвижение РККА вглубь Финляндии, а тем более её оккупация, в планы СССР не входили. Война с гитлеровской Германией и её союзниками была далека от завершения, Советский Союз не был заинтересован в нарушении договорённостей с союзниками по антигитлеровской коалиции, договорённости добросовестно соблюдал, что неоднократно подтверждалось.
Даже если исходить из того, что в советском Генеральном штабе могли быть разработки по поводу ведения в дальнейшем с занятого рубежа наступления, такая задача перед войсками Ленинградского фронта не ставилась, что ясно из рассекреченных в настоящее время документов.
Иными словами вопрос состоял не в том, чтобы развёртывать наступление советских войск вглубь Финляндии. Важно было лишь добиться, чтобы она вышла из войны.

## Силы сторон

### СССР
Для проведения операции на Карельском перешейке Ставка ВГК значительно усилила Ленинградский фронт (командующий — генерал армии, с 18 июня 1944 маршал Л. А. Говоров). Учитывая мощь обороны финских войск фронту было передано 2 артиллерийские дивизии прорыва, пушечная артиллерийская бригада, 5 дивизионов артиллерии особой мощности (калибра 280 и 305 мм), 2 танковые бригады и 7 полков самоходной артиллерии, стрелковый корпус и 2 стрелковые дивизии. Кроме того, на Карельский перешеек была передислоцирована 21-я общевойсковая армия, в состав которой были включены многие части и соединения, отличившиеся в предыдущих боях за Ленинград, переброшенные с других участков Ленинградского фронта. Командующим армией был назначен генерал-полковник Д. Н. Гусев, которого на посту начальника штаба Ленинградского фронта сменил генерал-полковник М. М. Попов.
Помимо 21-й армии, которой отводилась основная роль, в наступлении предстояло участвовать также 23-й армии (командующий генерал-лейтенант А. И. Черепанов, с 3 июля 1944 года — генерал-лейтенант В. И. Швецов). Кроме того, для развития возможного успеха значительные силы были сосредоточены в резерве фронта. Содействовать наступлению должны были силы Балтийского флота (командующий — адмирал В. Ф. Трибуц) и Ладожской военной флотилии (командующий — контр-адмирал В. С. Чероков), а поддержку с воздуха осуществлять 13-я воздушная армия (командующий — генерал-лейтенант авиации С. Д. Рыбальченко).
В состав 21-й армии входили 30-й гвардейский стрелковый корпус генерал-лейтенанта Н. П. Симоняка (45-я, 63-я и 64-я гвардейские дивизии), 97-й стрелковый корпус генерал-майора М. М. Бусарова (178-я, 358-я и 381-я дивизии), 109-й стрелковый корпус генерал-лейтенанта И. П. Алфёрова (72-я, 109-я и 286-я дивизии) и 22-й укрепрайон. Кроме того, в состав армии входило 5 танковых и 3 самоходно-артиллерийских полка (всего 157 танков и САУ), 3-й гвардейский артиллерийский корпус прорыва, а также значительное количество артиллерийских и инженерно-сапёрных соединений, в частности армии была придана 17-я ШИСБР.
Состав 23-й армии — 98-й стрелковый корпус, командир корпуса генерал-лейтенант Анисимов (281-я стрелковая дивизия, 381-я стрелковая дивизия (с 11.6.1944 г.), 177-я стрелковая дивизия); 115-й стрелковый корпус, командир корпуса генерал-майор Козачек (10-я стрелковая дивизия, 92-я стрелковая дивизия, 142-я стрелковая дивизия), 17-й Укреплённый район (комендант полковник Г. Н. Масловский). Части усиления: 46-й Гвардейский тяжелый танковый полк прорыва (танки КВ — 23 машины), 226 отдельный танковый полк (танки T-34-76- 21 машина), 396-й Гвардейский тяжелый самоходно-артиллерийский полк (СУ-152- 20 машин) и 938-й самоходно- артиллерийский полк (СУ-76 — 21 машина), артиллерийская группировка: 2 дивизиона ТГАБр (тяжелая гаубичная артиллерийская бригада), 2 Армейских пушечных артиллерийских полка (АПАП) , 3 Истребительно-противотанковых артиллерийских полка (ИПТАП), 2 миномётных полка (МП) Артиллерии Резерва Верховного Главнокомандования (АРВГК), 40-й и 70-й Гвардейские миномётные полки (реактивная артиллерия) и другие части, части инженерного обеспечения.
В резерве фронта были сосредоточены 108-й (46-я, 90-я и 314-я дивизии) и 110-й (168-я, 265-я, 268-я дивизии) стрелковые корпуса, большое количество артиллерийских частей, а также значительная танковая группировка — более 300 боевых машин в составе 1-й Краснознамённой, 30-й гвардейском, 220-й, 152-й танковых бригад, 3 танковых и 2 самоходно-артиллерийских полков. На вооружении танковых частей имелись, в том числе, новейшие танки ИС-2 и САУ ИСУ-152.
13-я воздушная армия, усиленная за счёт резервов Ставки ВГК, имела в своём составе 3 бомбардировочные авиадивизии (113-я, 276-я и 334-я), две штурмовые авиадивизии (227-я и 281-я), 2-й гвардейский Ленинградский истребительный авиационный корпус ПВО, 275-ю истребительную авиадивизию и другие части — всего около 770 самолётов. Кроме того, авиация Балтийского флота, которой также предстояло участвовать в операции, насчитывала 220 самолётов.
Всего на Карельском перешейке было сосредоточено 260 000 солдат и офицеров (по другим данным 188 800 человек, около 7500 орудий и 628 танков и САУ, 741 самолёт (с учётом ВВС балтийского флота). Советские войска имели значительное превосходство на противником: по пехоте — в 2—2,5 раза, а по боевой технике в 3—7 раз.

### Финляндия

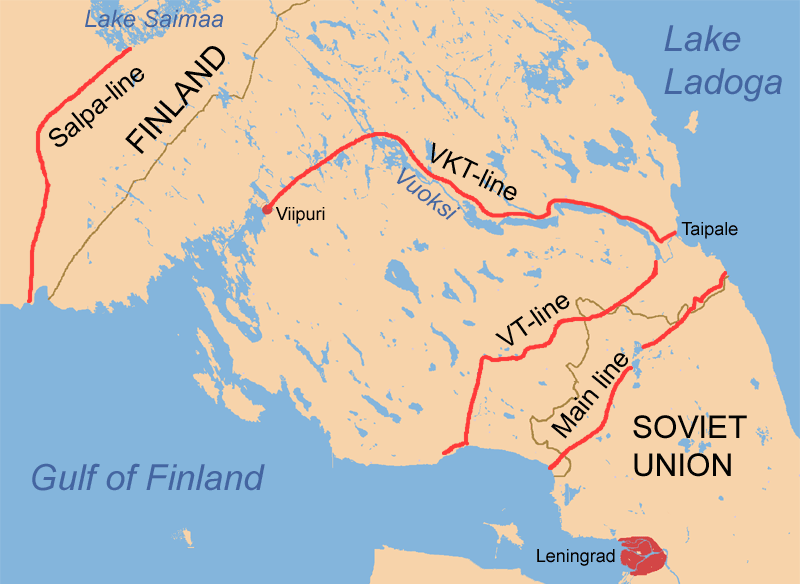
Карта финских рубежей обороны на Карельском перешейке летом 1944 г.: самый восточный рубеж — вдоль линии фронта, далее — ВТ-линия (фин. Vammelsuun-Taipaleen Linja), затем — ВКТ-линия (Viipurin-Kuparsaaren-Taipaleen Linja) и линия Салпа.

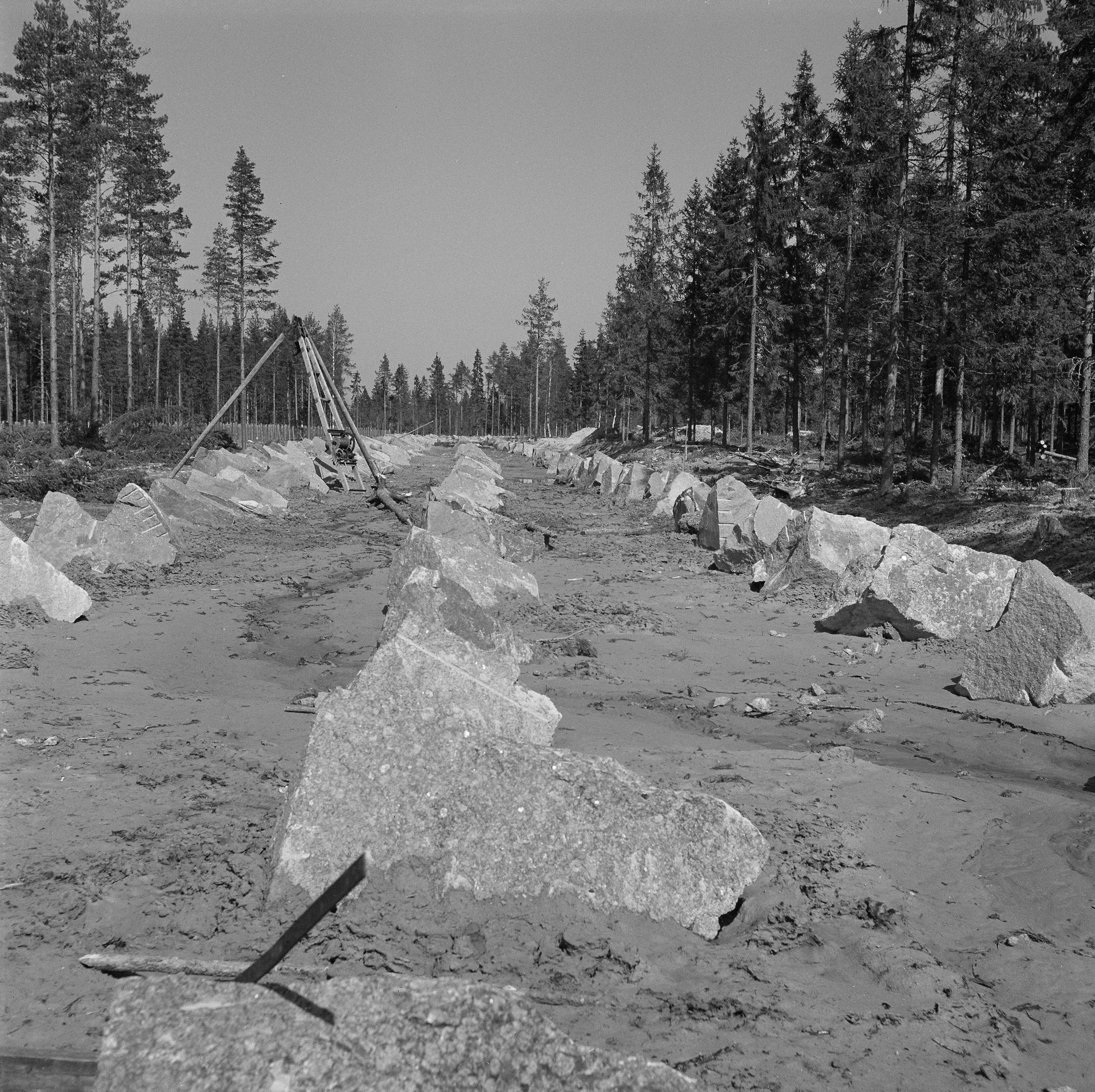
Финские противотанковые заграждения на рубеже Ваммелсуу — Куутерселькя, 18 мая 1944 г. Фотография из архива Сил обороны Финляндии (SA-kuva).

В 1941 году Финляндия начала агрессию против СССР, её войска захватили Карельский перешеек и сразу приступили к укреплению его обороны. Существовавшая прежняя система обороны — линия  Маннергейма, была признана недостаточной глубокой, кроме того, значительная часть сооружений на ней по результатам Советско — финляндской войны 1939—1940 г.г. была разрушена. Поэтому было принято решение начать строительство трех мощных оборонительных рубежей на перешейке, а так же укрепить подступы к Выборгу.
Длительный, почти трехгодичный, запас времени позволил финнам создать прочную оборону на Карельском перешейке, который сам по себе представлял особый участок местности глубиной до 160 км и шириной от 60 до 110 км. с неразвитой дорожной сетью, узкими дефиле между многочисленными озёрами, болотами и лесами, с множеством естественных преград — валунов, и был сложным для крупных наступательных действий, прежде всего для бронетанковых соединений.
Первая оборонительный рубеж, линия «Инкери»(называемая так же главная линия — Main Line), протяжённостью около 80 км и до 6 км в глубину, проходила по линии фронта, установившейся по результатам боёв 1941 года. На правом фланге финской обороны она начиналась от восточного берега Финского залива, на левом примыкала к западному берегу Ладожского озера, проходя по западному берегу озера Лембаловское— Мусталово — Охта — Старый Белоостров — река Сестра.
Инженерное оборудование линии проводили войска, находившиеся там почти три года. Основа линии — траншеи и деревоземляные укрытия, бронеколпаки, сеть дотов и дзотов.
Вторая, основная и самая мощная долговременная оборонительная линия VT (название линии по первым буквам начального и конечного пункта линии — Ваммелсуу (фин. Vammelsuu, в настоящее время Серово) на восточном берегу Выборгского залива — Тайпале (Taipale, в настоящее время Соловьёво), проходила в 20-30 км от первой через весь перешеек через Куутерселькя (фин. Kuuterselkä, в настоящее время Лебяжье) и Кивеннапа (Kivennapa, в настоящее время Первомайское) вдоль реки Тайпаленйоки (Taipaleenjoki — река Бурная), в конечном пункте Тайпале примыкая к западному берегу Ладожского озера.
Рубеж имел 926 долговременных железобетонных укрытый и убежищ, сеть малоразмерных, малозаметных долговременных огневых сооружений и убежищ. Из документа «Краткая тактико-техническая характеристика второй оборонительной полосы финнов на Карельском перешейке прорванной войсками ЛенФ в июне 1944 г.»:
«…Имеющиеся огневые железобетонные сооружения, в огневой связи с открытыми пулеметными площадками и ячейками для РП и автоматчиков, создавали 3-4 слойный артиллерийско — пулеметный огонь перед передним краем… Толщина броневых колпаков, вделанных в железобетонные казематы, равна 300 мм (вес около 16 тонн) с предельно низкой посадкой, что сводит к минимуму вероятность разрушения огнем прямой наводки орудиями 150 мм калибра…толщина боковых стен артиллерийских сооружений равна 2,0 и 2,5 м…»
Кроме этого, было проведено строительстве непрерывной полосы многорядных противотанковых надолбов (линиями до 5 рядов, построенными из природных валунов и отлитых бетонных надолбов высотой до 1,5 метров), которая должна была прикрыть предполье всей линии VT, она проходила практически через весь перешеек и её протяжённость составила 105 км.
В 40-65 км от переднего края второй полосы по северному берегу озер Сувантоярви и Вуоксиярви, далее по рубежу Сумма — Мурила проходила третья полоса обороны, построенная на частично восстановленной финнами в 1941—1944 гг. линии Маннергейма — линия VKT (Выборг — Купарсаари (Kuparsaari, в настоящее время остров Ждановский) — Тайпале (Соловьево), находилась на стадии начального строительства. Здесь каждый её километр имел до 20 прочных убежищ и до 12-14 долговременных огневых точек.
В районе Выборга были построены внешний оборонительный обвод, прикрывавший непосредственно город, с множеством железобетонных огневых сооружений и убежищ, прикрытых противотанковыми заграждениями, и внутренний оборонительный обвод, подготовленный к круговой обороне
Ещё одна линия обороны, построенная вдоль границы Финляндии, в основном, в 1941 году — Линия Салпа (фин. Salpalinja, Salpa — затвор, засов), проходила на участке от Финского залива до озера Сайма и дальше тянулась на север Финляндии.
 «Таким образом, учитывая опыт боевых действий 1939—1940 годов, финское командование создало на Карельском перешейке значительно более мощную, чем прежде, глубоко эшелонированную систему укреплений» , впоследствии названную Карельским валом.
К началу операции на Карельском перешейке в составе финской группировки войск на Карельском перешейке находились части 3-го армейского корпуса (командующий — генерал-лейтенант Я. Сииласвуо) и 4-го армейского корпуса (командующий — генерал Т. Лаатикайнен). Всего группировка имела пять пехотных, одну танковую дивизию, пехотную и кавалерийскую бригады, две бригады береговой обороны, специальные части и подразделения.
Первую полосу обороны занимали 2-я, 10-я и 15-я пехотные дивизии (численность пехотных дивизий составляла около 12 тыс. человек) и 19-я пехотная бригада.
В резерве находились 3-я, 18-я пехотные дивизии и 1-я кавалерийская бригада. Побережье Финского залива занимала 1-я бригада береговой обороны, а побережье Ладожского озера — 2-я бригада береговой обороны. Танковая дивизия генерала Р.Лагуса находилась в оперативном резерве в районе Выборга. Всего на Карельском перешейке была создана группа войск численностью до 100 тыс. человек, имевшая на вооружении 960 орудий и минометов, 110 танков, свыше 200 самолетов.
В официальной советской и российской историографии, исследованиях и статьях отмечается, что к июню 1944 года в высокой степени готовности оказались не все опорные пункты, наиболее подготовленной оказалась линия VT . Несмотря на это, подготовленные оборонительные рубежи представляли собой серьезные трудноодолимые препятствия. Частичная недостроенность линий обороны в значительной мере компенсировалась умелым использованием противником особенностей местности театра боевых действий.
Из документа Краткая сводка обобщенного боевого опыта войск 23 А за июнь 1944 г. за июнь 1944 г.:
«войска армии встретились с некоторыми особенностями …в системе обороны противника и тактике его оборонительного боя… Главные … заключались в умелом использовании противником природных условий (пересеченной местности, озер, болот, большого количества валунов и т. д.), на основе которых противник быстро (в несколько часов) создавал жесткую оборону… Все это …ставило наши войска перед сильно укрепленной… оборонительной полосой и давало возможность противнику задержать наше продвижение сравнительно небольшими силами»
Проводимый РККА при подготовке наступления на Карельском перешейке комплекс мер по маскировке оказались эффективным. Полностью скрыть перемещение большой массы войск было невозможно, финской разведкой переброски советских войск были замечены, но правильно оценить их масштаб  и определить их цели финны не смогли. Высшим военным руководством Финляндии они были истолкованы как укрепление советских позиций и оно не отреагировало на изменение оперативной обстановки.
Недооценка возросшей силы Красной армии, переоценка неприступности выстроенной на перешейке системы линии обороны и поэтому уверенность в том, что, помня о сложностях штурма линии Маннергейма в 1939—1940 г.г., Красная армия не решится атаковать оборону на Карельском перешейке , привели к серьёзному просчёту финского военного руководства — неверному определению направления и силы первого удара РККА в кампании против финской армии, в значительной мере определившему ход всей Выборгско-Петрозаводской операции. В то время как группировка финских войск на Карельском перешейке насчитывала до 100 тыс. военнослужащих, в двух группах финских войск, масельской и олонецкой, противостоявших Карельскому фронту, насчитывалось до 160 тыс. Перед началом наступления советских войск на перешейке противник занимал только первую и частично вторую линию обороны.
Наступление войск Ленинградского фронта стало для финнов неожиданным. Финский генерал Эш писал, что в Финляндии «не ожидали и совершенно не предполагали, что оборона на фронте будет прорвана» и командованию Ленинградского фронта, стремившемуся к достижению внезапности и скрытному сосредоточению своих войск, «удалось в этом отношении преподнести хороший сюрприз».
Ход боевых действий заставил финнов в спешном порядке снимать части из Карелии и направлять их на Карельский перешеек, облегчая задачу проведения наступления Карельскому фронту, как и планировало советское командование, показав высокий уровень советского военного искусства.

## Ход боевых действий

### Прорыв первой полосы обороны 9—11 июня

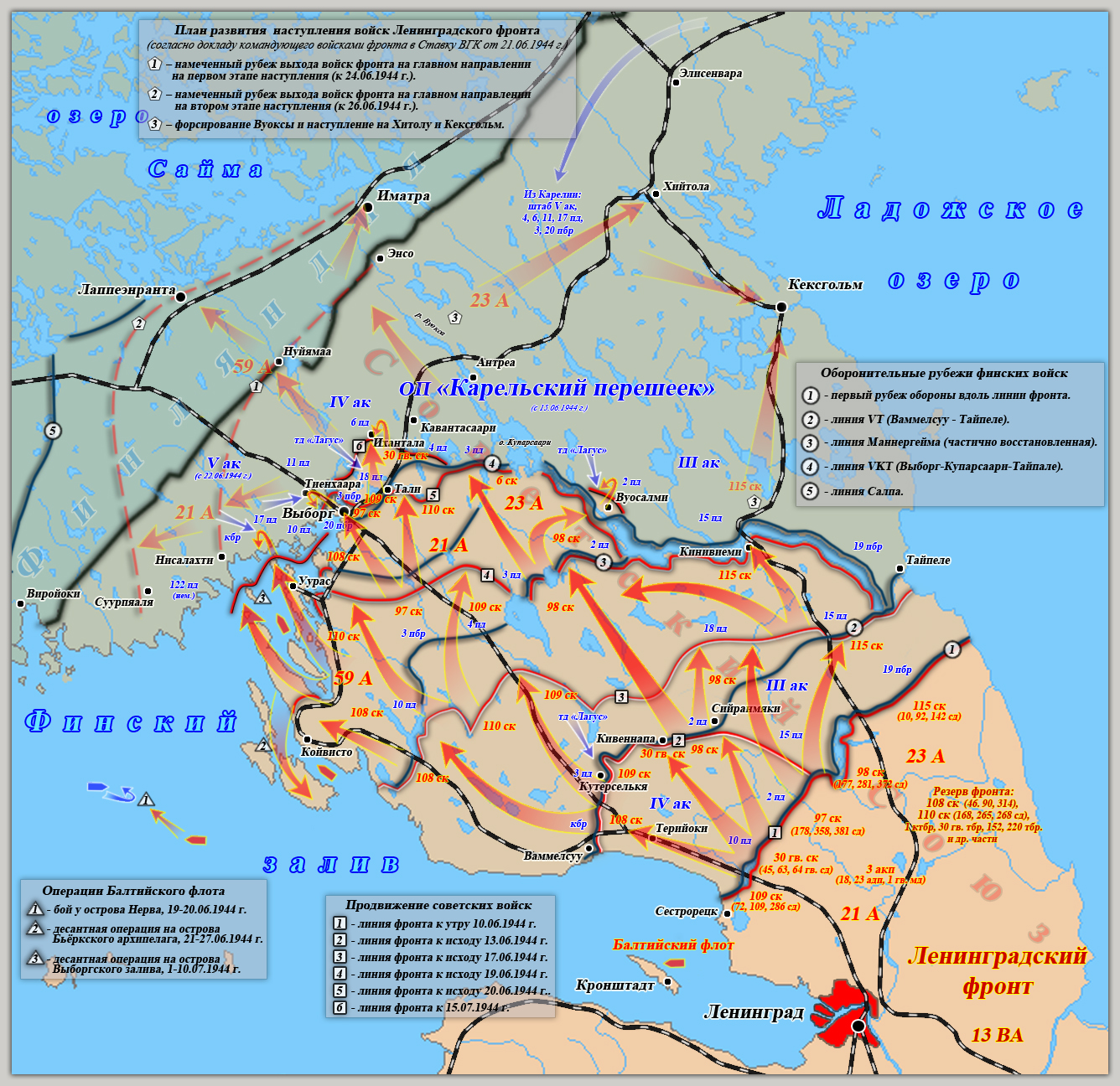
Общий ход наступления войск Ленинградского фронта на Карельском перешейке, июнь — июль 1944 г.

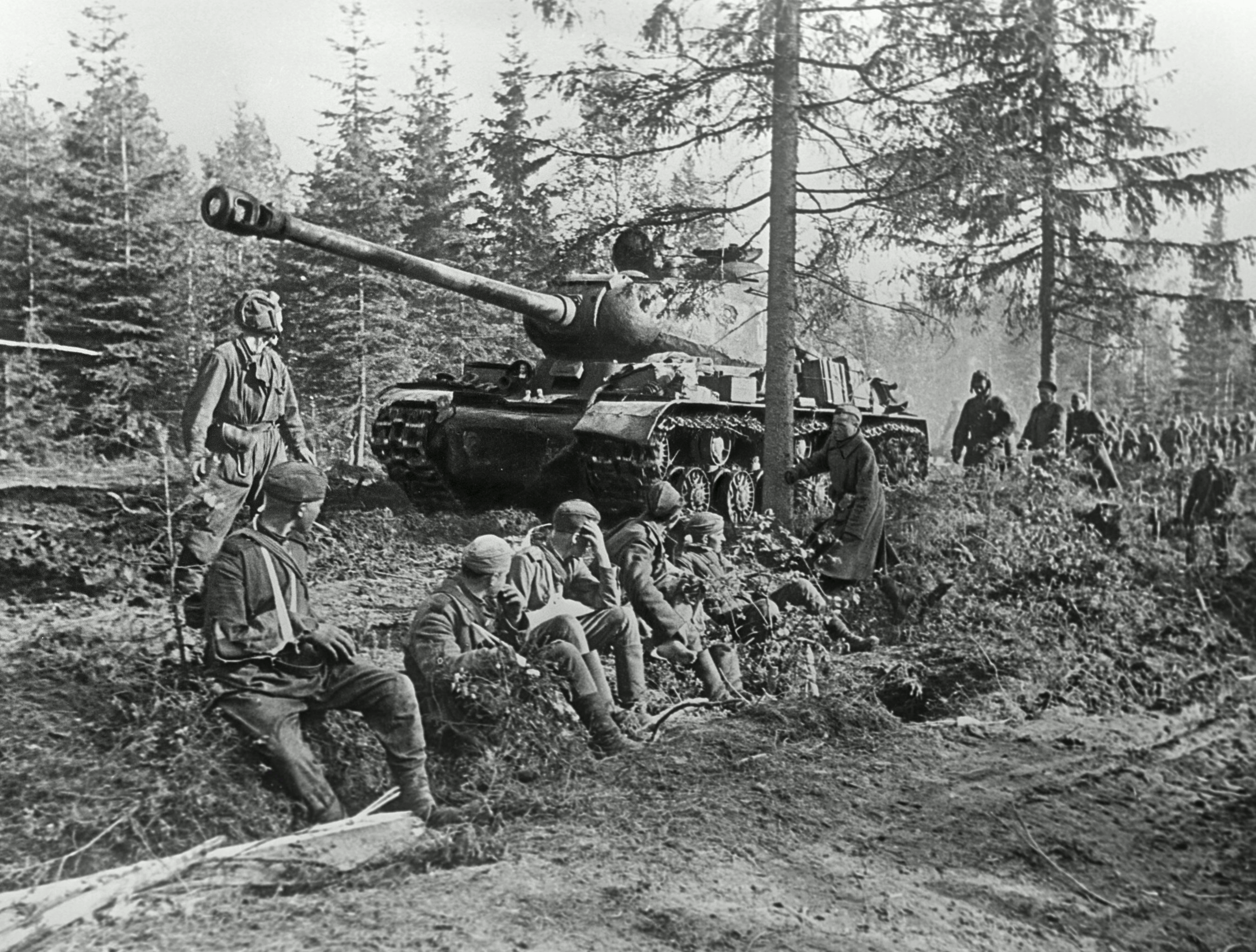
Танк ИС-2, 27 гвардейский танковый полк. Карелия. 1944 г.

Утром 9 июня советская авиация нанесла массированный удар по обороне противника, главным образом в районах Старого Белоострова, озера Светлого и Раяйоки. Затем по всей линии фронта, от Сестрорецка до Ладожского озера, началось методическое разрушение узлов вражеской обороны артиллерией Ленинградского фронта и кораблей Балтийского флота. Артиллерийский огонь продолжался без перерыва 10 часов.
9.06.1944 г. с 8.00 года артиллерия 23-й армии приступила к плановому разрушению оборонительных сооружений противника. С 18.00. после 35-минутной артподготовки и авиаудара разведотряд и разведпартии при поддержке танков атаковали противника в направлении Мусталово и Троицкое, овладели двумя высотами и закрепились на них, на других участках продвижения не имели. Финское командование приняло разведку боем за начало наступления и стало срочно уплотнять свои боевые порядки, в ночь на 10.06.1944 г. финнам удалось отбить одну из высот, захваченных 9.06.1944 г.
Ранним утром 10 июня, после мощной 140-минутной артподготовки и авиаудара по переднему краю обороны противника, части 21-й армии перешли в наступление на участке фронта Раяйоки — Старый Белоостров — высота 107,0 силами трёх стрелковых корпусов.
На левом фланге армии наступал 109-й стрелковый корпус, продвигаясь по побережью Финского залива вдоль железной дороги на Выборг и по Приморскому шоссе. На правом фланге в общем направлении на Каллелово действовал 97-й стрелковый корпус. В центре на острие главного удара вдоль Выборгского шоссе наступали дивизии 30-го гвардейского стрелкового корпуса и за первый день наступления продвинулись вперёд на 15 километров, освободили Старый Белоостров, Майнилу, форсировали реку Сестру и вышли на подступы к посёлку Яппиля. На других участках продвижение было не столь значительным — части 97-го корпуса вышли к реке Сестра, а дивизии 109-го корпуса взяли Раяйоки, Оллила и Куо́ккала и вышли к посёлку Келломяки. Принявшая на себя главный удар 10-я финская дивизия понесла большие потери в людях и технике. 11 июня её разбитые части были выведены в тыл для переформирования и пополнения.
Для ликвидации прорыва финское командование начало спешную переброску имеющихся резервов (3-я пехотная дивизия, кавалерийская бригада, танковая дивизия и другие части) в полосу обороны 4-го армейского корпуса, но это существенно не изменило ситуацию. К концу дня 10 июня финское командование отдало приказ всем войскам отходить ко второй полосе обороны.
10.6.44 г. 23-я армия с 6.00 до 8.20 проводила артподготовку, отражала контратаки финнов, артиллерия армии вела контрбатарейную борьбу.

11 июня войска 21-й армии продолжили наступление. Для развития успеха, командование фронтом организовало две подвижные группы. В группу № 1 вошла 152-я танковая бригада и 26-й гвардейский танковый полк, а в группу № 2 — 1-я Краснознамённая танковая бригада и 27-й гвардейский танковый полк. Группа № 1 была придана 109-му корпусу, а группа № 2 — 30-му гвардейскому. 
Части 30-го гвардейского и 109-го стрелковых корпусов, взаимодействуя с танковыми подвижными группами, продвинулись вперёд на 15—20 километров и вышли ко второй полосе обороны противника. Были освобождены Келломяки, Териоки в полосе наступления 109-го корпуса, а части 30-го гвардейского корпуса взяли Яппиля, Перола, Мяттила и вышли к ключевому узлу обороны противника — к Кивеннапе.
11.6.1944 года 23-я армия частями 115, 98 и 97 стрелковых корпусов (97 ск передавался 11.6.44 г. 23-й армии, по плану операции в прорыв в финской обороне, совершённый 97 ск, для развития успеха должен был быть введен 98 ск) прорвала передний край обороны противника и подошла к опорным пунктам в глубине его обороны. 21-я армия была усилена 108-м стрелковым корпусом из резерва фронта. В зависимости от обстановки Командование Ленинградским фронтом оперативно решало вопросы ротации и усиления частей.
Ставка ВГК оценило начало операции 21-й армии как удачное и приказала, не снижая темпов наступления, овладеть Выборгом не позднее 18-20 июня. Однако финское командование усилило 4-й армейский корпус значительными резервами (3 пехотные дивизии и одна бригада) и рассчитывало остановить советское наступление на второй полосе обороны.

### Прорыв второй полосы обороны 12—18 июня
12 июня наступающие советские части встретили возросшее сопротивление противника.
12.6.44 г. 23-я армия силами 98 ск и 115 ск с частями усиления овладела опорными пунктами Рихие, Ряйккеля (Славянское (Ленинградская область)), Сарейма, Холттила (урочище Васильково). 97 ск выведен из боя в резерв фронта. 13.6.44 г. частями 98 ск армия вышла на вторую главную долговременную линию обороны и вела бой в районе Кекрола, Вехмайнен, Сийранмяки, наступая в направлении Валкъярви и Вуотта.
В полосе наступления 21-й армии части 109-го корпуса взяли Райволу, а части 30-го гвардейского корпуса вели бой за Кивеннапу. Части 108-го стрелкового корпуса вышли к второй линии обороны противника и попытались с ходу прорвать её в районе Куутерселькя, однако атака была отбита силами оборонявшегося там 53-го пехотного полка 3-й пехотной дивизии.

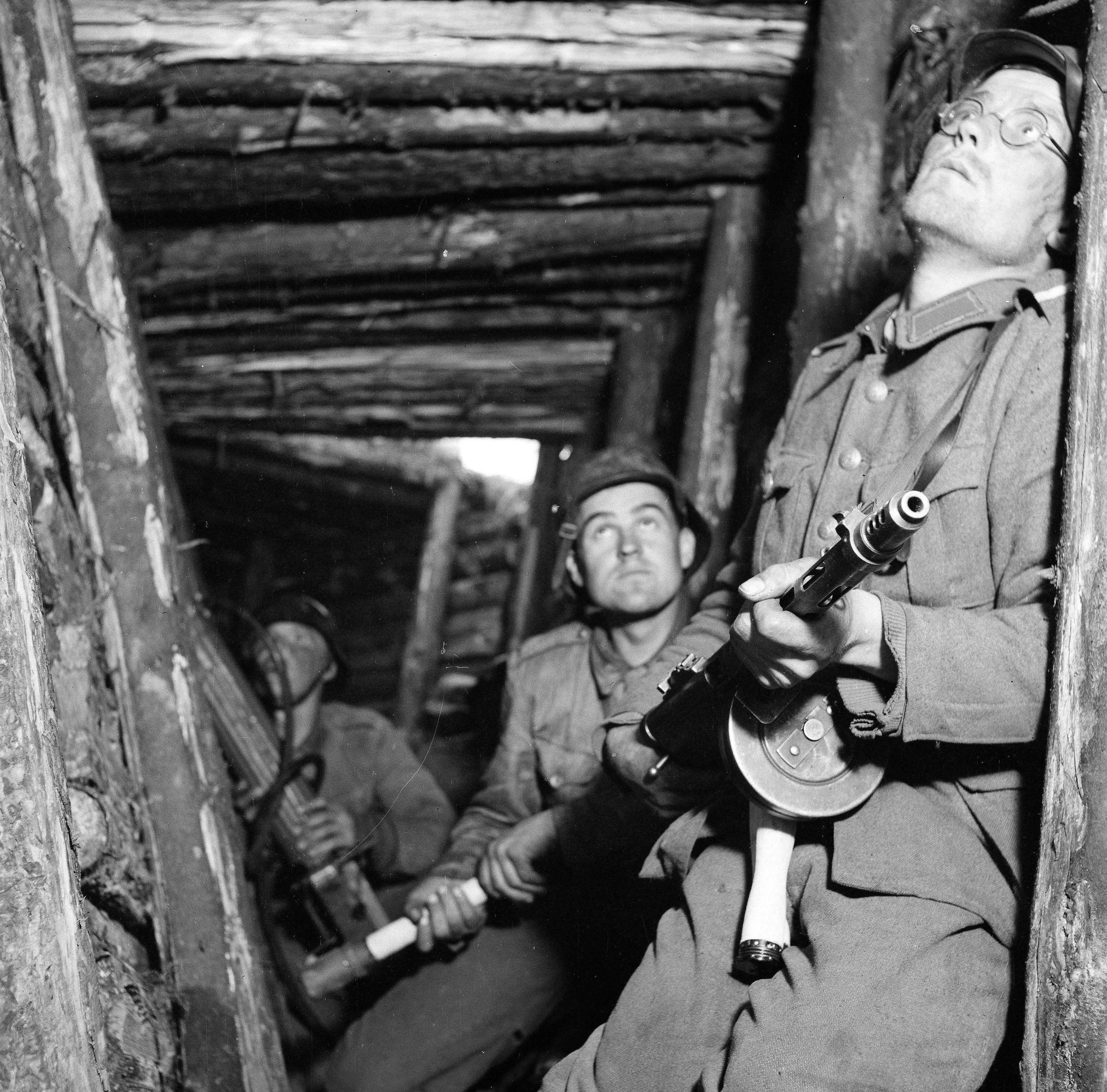
Финские солдаты в укрытии, VT-линия, 16 июня 1944 г. Фотография из архива Сил обороны Финляндии (SA-kuva).

Поскольку в районе Кивеннапы финское командование сосредоточило значительные силы, командование Ленинградским фронтом приняло решение перенести направление главного удара с Средневыборгского шоссе в полосу Приморского шоссе. Для этого в районе Териоки были сосредоточены части 108-го и 110-го стрелковых корпусов, а также основные артиллерийские силы, в том числе и 3-й гвардейский артиллерийский корпус прорыва. Весь день 13 июня части 21-й армии перегруппировывали свои силы. В то же время активные боевые действия развернулись и в секторе 23-й армии в районе Приозёрского шоссе, где части 10-й и 92-й дивизий 115-го стрелкового корпуса взяли несколько опорных пунктов финнов на Мустоловских высотах.

Утром 14 июня части 21-й армии, после массированной артподготовки и авиационного удара, начали операцию по прорыву второй линии обороны противника в районе Куутерселькя. Соединения 109-го стрелкового корпуса с частями усиления в результате тяжёлого многочасового боя прорвали оборонительную линию и овладели узлами обороны противника Куутерселькя и Сахакюля, встречая ожесточённое сопротивление финских войск, опиравшихся на мощные укрепления узла обороны (Сражение при Куутерселькя) . 
Вечером 14 июня противник перешёл в контратаку в попытке восстановить положение. В контратаке участвовали часть сил танковой дивизии Лагуса (батальон штурмовых орудий (22 StuG III), рота ЗСАУ (6 Landsverk L-62 Anti II), артиллерийские части, егерская пехотная бригада в составе 2-го, 3-го и 4-го егерских батальонов — всего около 3000 егерей). Захватив врасплох передовые советские части, отдыхавшие после прорыва рубежа обороны и непрерывных четырёхдневных боёв, финнам удалось подбить значительное число единиц советской бронетехники и почти прорваться к Куутерселькя. Однако советские войска, в их числе отличившаяся в отражении контратаки 72-я стрелковая дивизия 109 ск, сумели задержать продвижение противника, под напором советских войск к 11 часам 15.6.44 г. финны начали отвод самоходок, контратака финских частей успеха не имела.
По воспоминаниям финских участников боёв в дивизии Лагуса потери составили около 1500 убитыми и ранеными, потери офицерского состава — 40 офицеров, из них 10 убитыми, дивизия получила первый действительно тяжёлый удар, от него бронедивизия больше не оправилась. По данным современных исследователей финны потеряли за 7 часов сражения 640 солдат и офицеров убитыми. Данные по потерям бронетехники в сражении при Куутерселькя разнятся. Советская сторона отчиталась о потерях 15 машин, из них безвозвратные потери 1 КВ и 1 ИС, подбито 2 ИС, сгорели 4 СУ — 76, требовали ремонта 7 СУ — 76. Финские потери — 20 машин, безвозвратные потери 5 Stug III , 15 Stug III вышли из строя по техническим причинам. В отчёте финского батальона штурмовых орудий причиной, по которой советские части смогли остановить наступление, называется их подавляющее преимущество в технике.
Таким образом вторая полоса финской обороны — VT-линия — строившаяся три года, была прорвана за трое суток.
Прорыв у Куутерселькя имел стратегическое значение и повлиял на дальнейший ход Выборгской операции. Командир 109-го стрелкового корпуса генерал-лейтенант И. П. Алферов за заслуги в организации прорыва второй полосы обороны противника был удостоен звания Героя Советского Союза.
Используя пробитую 109-м стрелковым корпусом брешь, командование фронтом бросило в прорыв 1-ю Краснознамённую танковую бригаду, которая нанесла удар через Мустамяки и Нейволу и перерезала Приморское шоссе в районе Лемпияля. Финские войска под Ванхасахой и Мятсякюля, противостоявшие 108-му стрелковому корпусу, оказались перед угрозой полного окружения и были вынуждены спешно отходить.
Весь день 14 июня части 108-го стрелкового корпуса вели ожесточённый бой, действуя вдоль Приморского шоссе и железной дороги, ведущей к Выборгу. К концу дня частям корпуса, при поддержке танковых и самоходно-артиллерийских полков, удалось овладеть мощнейшим узлом сопротивления посёлком Мятсякюля и тем самым прорвать вторую полосу обороны противника. В образовавшийся прорыв командование армии ввело 110-й стрелковый корпус из второго эшелона. Этот манёвр поставил под угрозу окружения финские войска, которые продолжали сопротивление в районе юго-западнее Ванхасаха. Финские войска, потеряв надежду удержать вторую линию обороны, начали отступление к третьей линии.

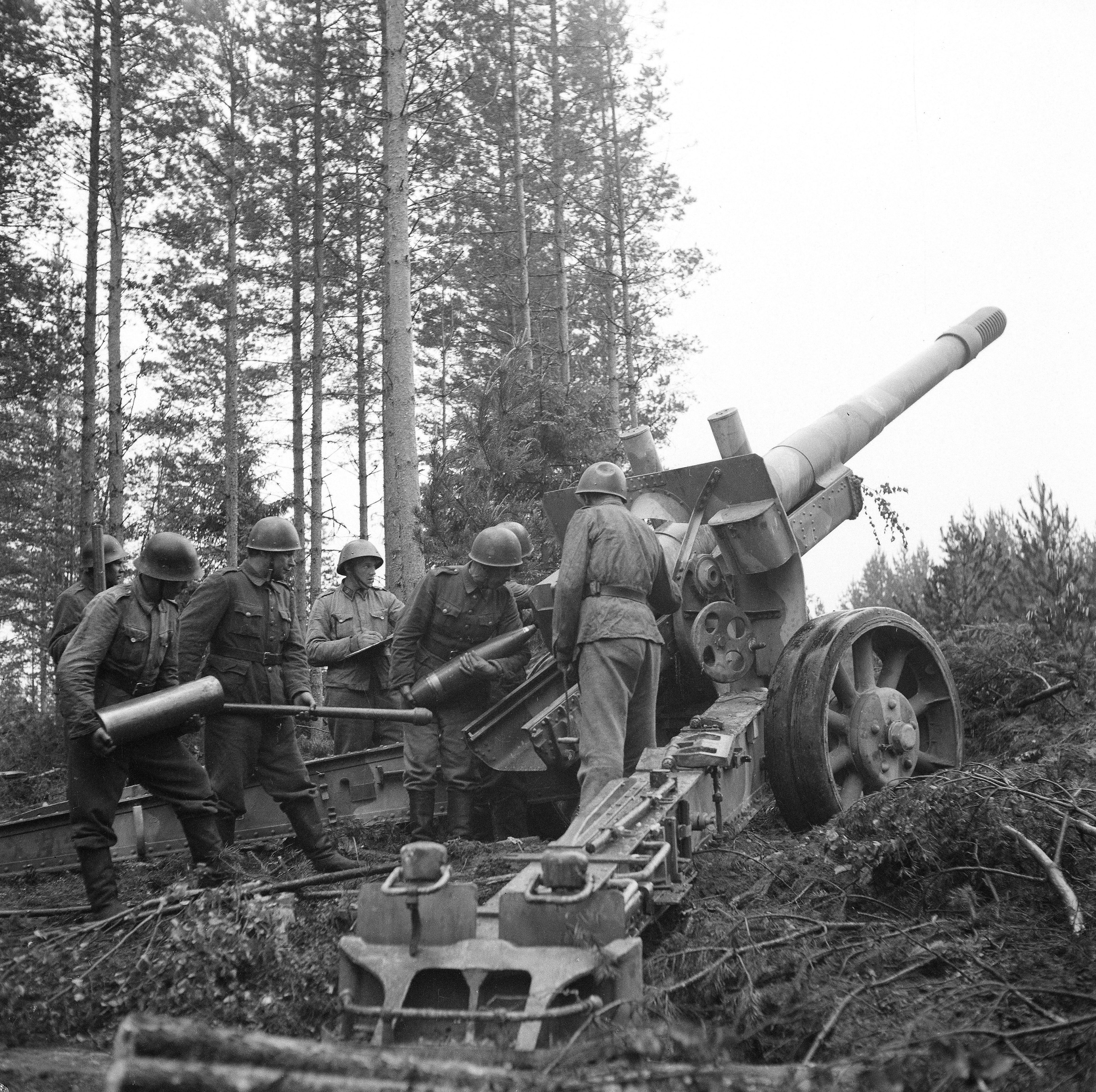
152-мм финское орудие ведёт огонь, 16 июня 1944 г. Фотография из архива Сил обороны Финляндии (SA-kuva).

Одновременно развивалось наступление 23-й армии, части которой, выйдя к 13.6.44 г. ко второй долговременной полосе обороны, начали её штурм. Особенно ожесточённые бои развернулись в районе мощного укреплённого узла Сийранмяки, где частям 98-го стрелкового корпуса противостояла финская группа Энрота (командующий подполковник Энрот) из состава 3-го армейского корпуса в составе отдельных полков 2-й, 15-й, 18-й пехотных дивизий и отдельных батальонов других частей при артиллерийской поддержке 12 артиллерийских и 18 миномётных батарей. Характер боевых действий определяли условия местности — отсутствие благоустроенных дорог, кроме единственной шоссейной дороги в полосе наступления, что затрудняло манёвр артиллерии и танков. Обстановка и условия местности так же исключали обход Сийранмяки с флангов.
Обороне этого участка фронта финское командование уделяло большое значение, прорыв рубежа ставил под угрозу окружения 3-й армейский корпус и препятствовал его отходу на 3-ю долговременную оборонительную линию, проходившую по Вуоксинской водной системе (река Вуокса).
Интенсивные боевые действия в районе Сийранмяки продолжались 14.6.- 16.6. 44 г., 16 6.44 г. финны, понесшие большие потери, начали отвод частей с укреплённого узла. Части 98 ск начали преследование противника, старавшегося задержать их, минируя дороги, подрывая мосты и контратакуя. Характерная для Карельского перешейка редкая сеть дорог при отсутствии рокад затрудняли преследование. К исходу 17 июня войска 23-й армии вышли на рубеж Косела — Саунасари — Рауту — Мякряля — Тарпила», 18.6.44 года была занята ст. Валкъярви. В документах частей указано, что везде чувствовалась большая растерянность противника, по всем дорогам были разбросаны ящики с боеприпасами, оружием и военным имуществом. Были захвачены склады с амуницией, имуществом связи и боеприпасами.
15—18 июня стрелковые корпуса 21-й армии, преследуя отступающего противника, продвинулись вперёд на 40—45 километров и вышли к третьей линии обороны противника. Действуя на направлении главного удара вдоль шоссе и железной дороги на Выборг, части 109-го и 110-го стрелковых корпусов стремительно продвигались вперёд, освободив многие населённые пункты. По побережью Финского залива и вдоль железной дороге Тюрисева — Койвисто — Выборог, продвигались части 108-го стрелкового корпуса. Особенно удачно действовала 46-я стрелковая дивизия, которая вместе с 152-й танковой бригадой 15 июня овладела фортом Ино. Развивая наступление, части к исходу 17 июня вышли к третьей полосе финской обороны на участке озеро Куолем-ярви — озеро Капинолан-ярви — Финский залив. 18 июня части корпуса прорвали оборону противника и стремительным броском овладели городом Койвисто.
Критическое положение, сложившееся на выборгском направлении, заставило финское командование в спешном порядке направить на Карельский перешеек все имеющиеся резервы, а также части из южной Карелии. До 20 июня на Карельский перешеек прибыли 4-я пехотная дивизия, а также 3-я и 20-я пехотные бригады, а в период с 20 по 24 июня — управление 5-го армейского корпуса, 6-я, 11-я и 17-я пехотные дивизии. Кроме того, правительство Финляндии обратилось к немецкому командованию с просьбой о срочной помощи войсками и техникой, запросив 6 немецких дивизий. Для большей эффективности управления войсками 15 июня 3-й и 4-й финские армейские корпуса были объединены в оперативную группу «Карельский перешеек» под командованием генерал-лейтенанта К. Л. Эша.

### Штурм Выборга, 19—20 июня

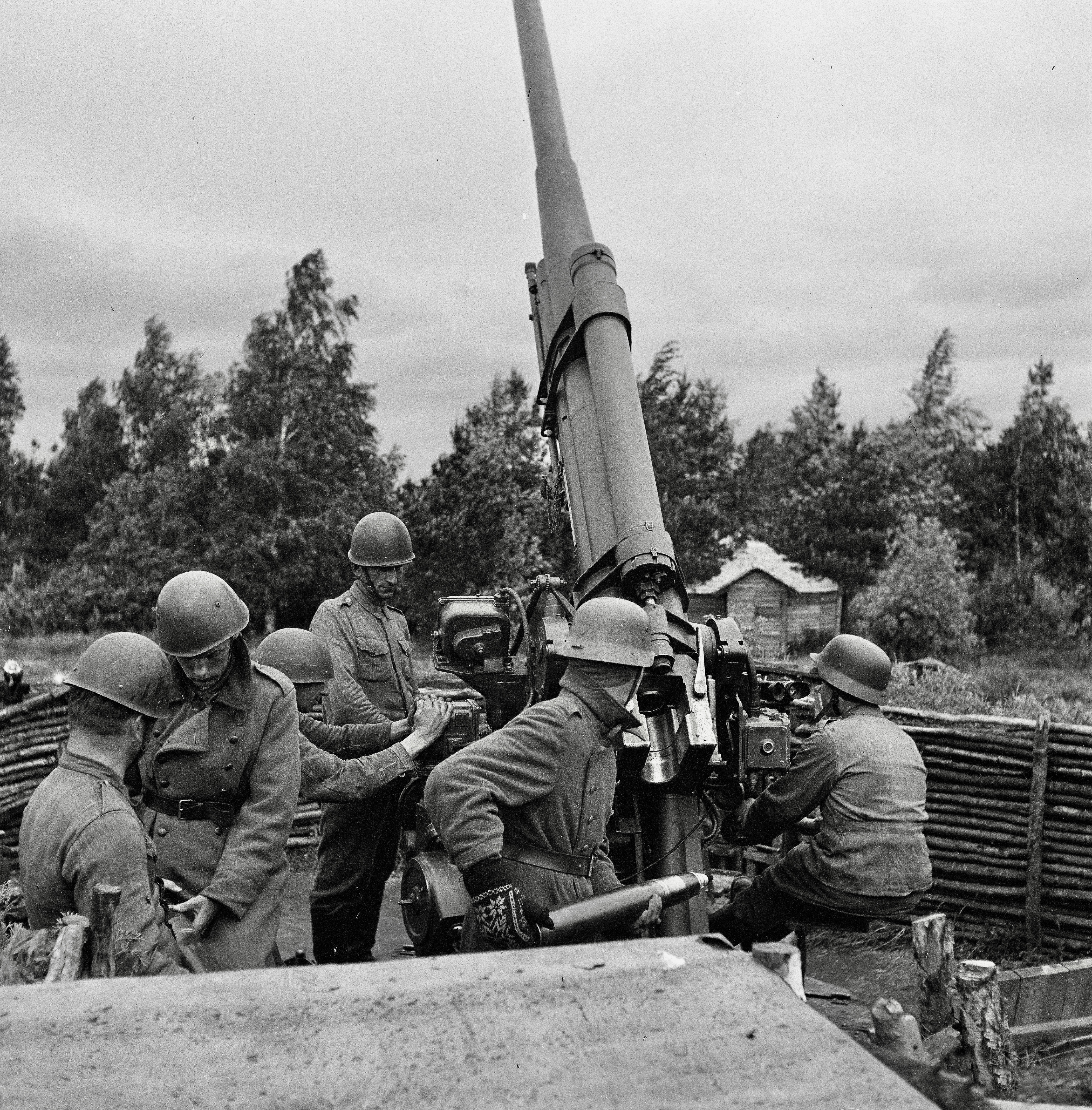
Финская зенитная батарея в районе Выборга, 18 июня 1944 г. Фотография из архива Сил обороны Финляндии (SA-kuva).

19 июня части 21-й армии начали штурм третьей полосы обороны противника. Для усиления удара на главном направлении в бой был введён 97-й стрелковый корпус (возвращённый 21-й армии), наступавший между железной дорогой и шоссе на Выборг. На правом фланге наступали части 109-го стрелкового корпуса, а на левом — 110-го. При поддержке артиллерии, авиации и танков, стрелковые соединения после ожесточённого боя взяли важнейшие узлы обороны противника Илякюля, Сумма, Марки и стали стремительно развивать наступление на Выборг. Успешно действовали и дивизии 108-го стрелкового корпуса, освободившие Рёмпётти и Йоханнес. К исходу 19 июня «линия Маннергейма» была прорвана на фронте в 50 километров от Финского залива до озера Муолан-ярви.

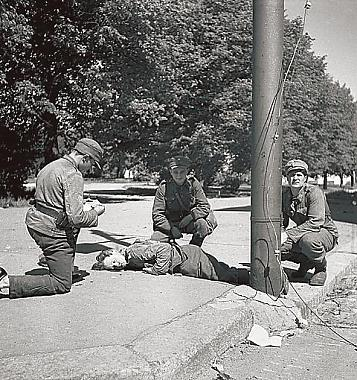
Санитары оказывают помощь раненому в боях за Выборг финскому солдату.

Одновременно продолжались бои на правом фланге Ленинградского фронта в полосе 23-й армии. Прорвав вторую долговременную линию обороны, захватив Рауту и Валкъярви, части 23-й армии к 19-20 июня вышли на вышли на рубеж на участке от Ладожского озера до озера и реки Вуокса, имея перед собой на правом фланге бывшую линию Маннергейма, на левом — её тыловой оборонительный рубеж и начали бои в межозерном дефиле. 16 июня 1944 года в подчинение 23-й армии передан 6 -й стрелковый корпус, управление корпуса 17.6.1944 года приняло в состав 13-ю и 382-ю стрелковые дивизии. Дивизии 98-го и 6-го стрелковых корпусов вышли на рубеж Муолаярви — Яюряпянярви — Вуосалми. Несмотря на обвальный отход финской армии с 2-х прорванных советскими частями долговременных оборонительных линий, считавшихся неприступными, части финского 3-го армейского корпуса, используя сложности местности театра военных действий, смогли с аръергардными боями отступить на VKT-линию, проходившую по Вуоксинской водной системе.
19 июня командующий фронтом маршал Л. А. Говоров отдал приказ войскам 21-й армии в течение следующего дня овладеть городом Выборг. На Выборг были нацелены части 3 стрелковых корпусов: 108-й — наступал вдоль побережья Выборгского залива, 97-й — вдоль железной дороги, а 109-й продвигался в сторону станции Тали. Наиболее близко к Выборгу находились 3 стрелковые дивизии: 314-я, 90-я, а также 372-я. Их поддерживали 1-я Краснознамённая, 30-я гвардейская танковые бригады, три отдельных гвардейских танковых полков прорыва (260-й, 27-й и 31-й), два самоходно-артиллерийских полка (1222-й и 1238-й), а также 5-я гвардейская артиллерийская дивизия прорыва.

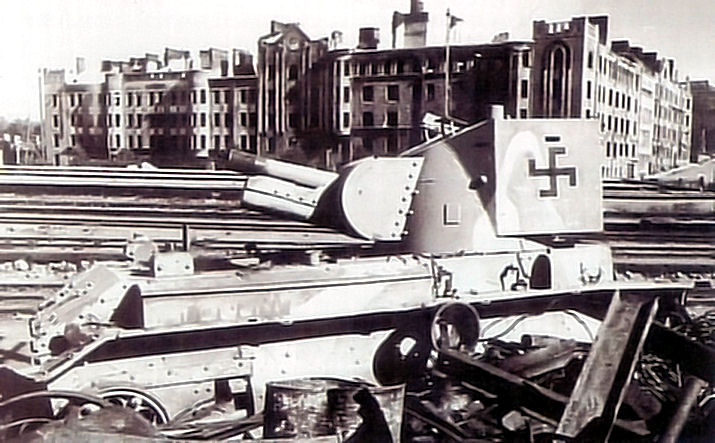
Подбитое в боях за Выборг финское штурмовое орудие БТ-42, июнь 1944 г.

Финское командование сосредоточило все имеющиеся силы для защиты Выборга. С юга город прикрывала 20-я пехотная бригада, а с востока — 3-я пехотная бригада (район Таммисуо). Далее на восток оборону занимали 18-я (район станции Тали) и 4-я пехотные дивизии (озеро Носкуанселькя — река Вуокса). В резерве западнее Выборга находились 10-я пехотная дивизия и бронетанковая дивизии генерала Р. Лагуса. Кроме того, со дня на день в район Выборга должны были прибыть 6-я, 11-я и 17-я пехотных дивизии из Карелии.
Однако организовать должным образом оборону финскому командованию не хватило времени. Ночью советские сапёры проделали проходы в минных заграждениях и утром в город на полном ходу ворвались танки с десантом на броне 30-й гвардейской и 1-й краснознамённой бригад. В центре города вели бой бойцы 90-й стрелковой дивизии, а сам город был охвачен с флангов частями 314-й и 372-й стрелковых дивизий. Части финской 20-й пехотной бригады и отдельная бронерота самоходных орудий БТ-42 некоторое время оказывали сопротивление, но во второй половине дня командир финской 20-й пехотной бригады полковник А. Кемппи приказал спустить флаг над Выборгской крепостью и начать отступление. Преследуя отступающего противника, советские войска к концу дня полностью овладели городом.
Потери 20-й пехотной бригады в боях за Выборг были относительно невелики — 162 убитыми и пропавшими без вести и более 400 человек ранеными из 5133 солдат и офицеров личного состава. Однако натиск советских войск подорвал боевой дух солдат и офицеров бригады, что привело к беспорядочному отступлению переходящему в бегство. 22 июня полковник А. Кемпии был арестован и отдан под суд военного трибунала, а новый командир бригады полковник Ю. Сора для восстановления порядка был вынужден отдать приказ расстреливать на месте дезертиров, трусов и нарушителей воинской дисциплины.
В своих мемуарах главнокомандующий финской армией маршал К. Г. Маннергейм так оценил значение этого события:

20 июня 21-я армия противника перешла в наступление в полосе Выборг-Вуокси и добилась значительных успехов. Выборг пал после непродолжительного боя, который по силе нельзя было сравнить с боями за этот старинный город в последние дни Зимней войны. Падение Выборга было горьким ударом для боевого духа войск и одновременно означало потерю прочного опорного пункта, который должен был бы связать упорной обороной значительные силы противника. 

## Авиация в Выборгской операции

### Подготовка операции
С весны 1944 года значительно активизировалась деятельность финской разведывательной авиации. С марта до даты начала операции было зафиксировано 108 разведывательных полетов над войсками Ленинградского фронта. По данным нашей воздушной разведки, на восьми крупных аэродромах Финляндии базировалось 175 самолётов различных типов — бомбардировщики Ю-88, Хе-11, Bristol Blenheim; истребители Ме-109, фоккеры.
В северной части Финляндии дислоцировалось 160 самолётов 5-го воздушного флота Германии. На аэродромах в Эстонии и Латвии размещалось до 400 самолётов 1-го немецкого воздушного флота. Все эти самолёты могли быть легко переброшены в район Карельского перешейка, а фашистские бомбардировщики могли действовать и непосредственно с аэродромов Эстонии.
Боевые действия сухопутных войск поддерживала авиация 13-й воздушной армии. В состав армии входили 276-я бомбардировочная, 277 и 281-я штурмовые и 275-я истребительная авиадивизии, 283-й истребительный и 13-й отдельный разведывательный авиаполки. Перед операцией 13-я воздушная армия была усилена 334-й бомбардировочной и 113-й дальнебомбардировочной авиационными дивизиями резерва Верховного Главнокомандования, вооружёнными самолётами Ту-2 и Ил-4.
К началу операции в 13-й воздушной армии вместе с соединениями резерва Верховного Главнокомандования и 2-м гвардейским Ленинградским истребительным авиакорпусом ПВО было готово к выполнению боевой задачи 757 самолётов, из них 249 бомбардировщиков, 200 штурмовиков, 268 истребителей, 20 разведчиков и 20 корректировщиков. Кроме того, к операции привлекалось 220 самолётов ВВС Балтийского флота.
В Выборгской операции количественное и качественное превосходство в авиационной технике было на нашей стороне и авиация использовалась в форме авиационного наступления. На вооружении советских авиационных частей и соединений состояли новые самолёты бомбардировщики Ту-2, Ил-4, Пе-2, штурмовики Ил-2, истребители Як-9, Ла-5. В Выборгской операции впервые проверялся в массовом применении бомбардировщик Ту-2, который имел бомбовую нагрузку 3000 кг и скорость 547 км/ч.
6 июня 1944 года проверить готовность авиации Ленинградского фронта и Балтийского флота к наступательной операции и в дальнейшем координировать её боевые действия прибыл представитель Ставки командующий ВВС Красной Армии Главный маршал авиации А. А. Новиков. Подготовка 13-й воздушной армии к Выборгской операции началась в мае 1944 года, Части тыла заранее подготовили аэродромы для приема летных частей с нарвского направления и авиасоединений резерва Верховного Главнокомандования. За несколько дней до начала операции они перебазировались на Ленинградский аэроузел. Для обслуживания шести авиадивизий, сосредоточенных в районе Ленинграда, пришлось перебросить туда и тыловые части армии.
Большое внимание уделялось оперативной маскировке. Авиацией и войсками фронта имитировалась подготовка к наступлению на нарвском направлении. На нарвском направлении строились ложные аэродромы и устанавливались макеты самолётов. Эти меры способствовали обеспечению скрытности перебазирования летных частей в район Карельского перешейка и подготовки Выборгской операции.
За время подготовки к операции полеты воздушных разведчиков совершались одиночными самолётами, чтобы не вызвать подозрения о готовящемся наступлении. Для этой цели было выделено 60 самолётов, большую работу в разведке обороны противника на Карельском перешейке проделал 13-й разведывательный авиаполк. Летчики воздушной армии для фотографирования совершили 610 самолёто-вылетов и засняли площадь в 87 тысяч квадратных километров.
Особенно сложно было обнаруживать финские оборонительные сооружения. При первых полетах воздушные разведчики вместо главной оборонительной полосы финнов сфотографировали лишь старые оборонительные сооружения линии Маннергейма, не представлявшие серьёзной угрозы. В дальнейшем три экипажа 277-й штурмовой авиадивизии на самолётах Ил-2 прошли над Карельским перешейком с включёнными аэрофотоаппаратами, затем другие экипажи Пе-2 произвели площадное фотографирование. Новые оборонительные сооружения были сфотографированы.
Боевые действия авиации были спланированы на четыре дня операции, предусматривалось проведение предварительной авиационной подготовки, она начиналась за день до проведения операции. Перед авиацией ставилась задача разрушать долговременные оборонительные сооружения противника и подавлять артиллерийской-минометные батареи в районе переднего края на направлении главного удара 21-й армии. В день атаки пехоты планировалось совершить два налета с целью уничтожения артиллерийских группировок противника и разрушения дзото-траншейной системы. Для нарушения управления войсками противника части воздушной армии должны были нанести удары по штабам финских войск и узлам связи.
Авиацию Балтийского флота предусматривалось использовать для ведения разведки на морских коммуникациях, для блокирования подвоза резервов противника морским путем. Также ВВС Балтийского флота в первый день наступления должны были совершить 90 самолёто-вылетов бомбардировщиками и 300 штурмовиками с целью разрушения оборонительных сооружений противника в первой оборонительной полосе.
Высокая насыщенность авиации на узком участке фронта требовала от штурманской службы тщательной отработки всех вопросов самолётовождения.
К наступательным боям готовилась и инженерно-авиационная служба. На Ленинградский фронт впервые в 13-ю воздушную армию поступили самолёты Ту-2 и Ил-4. Особое внимание уделялось самолётам только что прибывшим с заводов. За одну ночь на моторах всех новых машин были проведены регламентные работы, к утру все самолёты были готовы к боевому вылету.
Части тыла 13-й воздушной армии подготовили аэродромы для быстрого перебазирования авиационных соединений и частей на Ленинградский аэроузел, создали необходимые запасы для их боевой работы.

### Авиационное наступление
9 июня 1944 года авиация совместно с артиллерией нанесла удары по финским позициям в районе Старый Белоостров, озеро Светлое, Раяйоки. Только в одном налете по этим объектам участвовало 215 бомбардировщиков Ил-4, Пе-2 и Ту-2 113-й, 276-й и 334-й бомбардировочных авиадивизий и 155 штурмовиков Ил-2 277-й и 281-й штурмовых авиадивизий. Эти удары разрушали дзото-траншейную систему в первой полосе обороны противника.
Бомбардировщики шли к цели колонной полков, боевой порядок которых состоял из колонны эскадрилий. По сигналу ведущего каждая девятка самолётов с высоты 1000-3000 м сбрасывала бомбы и освобождала место для следующей группы. Вслед за бомбардировщиками вражеские позиции бомбили штурмовые авиадивизии. Они наносили удары в боевом порядке полков с одного захода. Плотность бомбометания была очень высокой. На участках, подвергшихся ударам, были разрушены почти все инженерные сооружения.
Затем были нанесены ещё два массированных удара пожелезнодорожным станциям Выборг, Рауту, Райвола и тыловым частям противника в районе Кивиниеми, Валкярви и Кивеннапа. Расположенные там резервы противника и его огневые средства были разрушены, также была дезорганизована работа железнодорожного транспорта.
Во время нанесения первых ударов истребительная авиация надежно прикрывала наземные войска и группы бомбардировщиков и штурмовиков. В этот день советские летчики в воздушных боях сбили 9 самолётов противника. Летчики-истребители наносили штурмовые удары по противнику, уничтожая колонны на дорогах, подавляя зенитные средства в районе действий бомбардировщиков и штурмовиков.
Через час после начала наземной части операции началась 30-ти минутная авиационная подготовка. 172 бомбардировщика и 168 штурмовиков в сопровождении истребителей нанесли удары по опорным пунктам противника. На участках обработанных авиацией, было разрушено или сильно повреждено до 70 % полевых укреплений. Наступление пехоты поддерживалось непрерывным патрулированием, над полем боя, штурмовиков в составе 4-6 Ил-2. Штурмовики также действовали по узлам сопротивления противника по заявкам наземного командования.
В первый день наступления войска 21-й армии при поддержке авиации прорвали оборону противника на 20-ти километровом фронте и на главных направлениях вышли ко второму оборонительному рубежу. В последующие дни действиям авиации препятствовала испортившаяся погода, но 13-я воздушная армия продолжала обеспечивать наступление наземных войск. Хорошо было налажено взаимодействие штурмовой авиации с танковыми соединениями. Штурмовикам по радио передавались координаты узлов сопротивления врага, которые мешали продвижению танковых войск.
Утром 14 июня начался прорыв второй полосы обороны финских войск. 347 бомбардировщиков и штурмовиков 13-й воздушной армии и ВВС Балтийского флота подвергли бомбардировке, огневые позиции противника в опорных пунктах Мустамяки, Рассвату, Вуотта. Затем ещё 280 бомбардировщиков и штурмовиков нанесли удары по опорным пунктам Неувола и Мустамяки. Средняя плотность ударов достигала 324 т на квадратный километр.
Сопротивление финских войск было очень упорным. Особенно ожесточенный бой разгорелся за укрепленный узел Кутерселькя, упирающийся в Финский залив. Необходимо было усилить удары авиации, но низкая облачность исключала возможность применения авиации. В этот район было решено направить все экипажи штурмовиков, которые могли действовать при такой погоде. Под ураганным огнем зенитной артиллерии и пулемётов летчики-штурмовики шесть часов подряд бомбили вражеские позиции. Не успевали самолёты приземляться, как их быстро заправляли, загружали бомбами и боеприпасами, и они снова улетали на задание. При поддержке авиации советские войска к вечеру заняли этот пункт и продолжили наступление на Выборг. 14 и 15 июня, летчики 13-й воздушной армии и ВВС Балтийского флота совершили более 2600 самолёто-вылетов.
Обеспечивая наступление наземных войск авиация препятствовала отводу живой силы и техники противника на третью полосу обороны, производству оборонительных работ на этой полосе, массированными бомбардировками разрушали оборонительные сооружения финнов. Финское командование продолжало усиливать свои войска на Карельском перешейке. На это направление было переброшено более 100 самолётов из состава 54-й истребительной эскадры, 1-й эскадры пикирующих бомбардировщиков и авиационных частей, базирующихся в Карелии. К моменту боев за Выборг активность авиации противника, особенно истребительной, сильно возросла. Немецкие и финские истребители нападали на советские бомбардировщики и штурмовики. В этот период бои в воздухе приняли исключительно ожесточенный и тяжелый характер.
На морских коммуникациях действовала авиация Балтийского флота. При боях за Выборг, авиация 13-й воздушной армии, оказывала поддержку ударной группировке 21-й армии на поле боя и не допускала подвоза и подхода резервов противника со стороны Хельсинки, а также уничтожали отходящие части и колонны врага. В этот период неприятельская авиация предпринимала попытки бомбить советские войска группами по 30 — 50 самолётов Ю-87 и Ю-88. Немецкие и финские истребители оказывали упорное сопротивление нашей авиации, стремились не допустить советские самолёты к своим войскам и объектам.
Для отражения налетов вражеской авиации высылались группы по 6 — 8 истребителей с последующим наращиванием сил в зависимости от обстановки. Истребители, вылетавшие на отражение налетов воздушного противника, делились на сковывающую и ударную группы. Перед нанесением массированных ударов нашей авиации вылетали группы по восемь истребителей, очищавших воздушное пространство от вражеских самолётов. Нападения немецких и финских самолётов отбивались не только советскими летчиками-истребителями, но и штурмовиками и бомбардировщиками.

## Итоги операции
В 1941—1944 годах финские войска вместе с немецкой Группой армий «Север» осаждали Ленинград. Даже после полного освобождения от блокады финские войска на Карельском перешейке находились всего в 30 километрах к северу от города. И только в результате Выборгской операции вражеские войска были окончательно отброшены от Ленинграда.
Стремительное наступление 21-й армии на Выборг стало самым успешным этапом всей Выборгско-Петрозаводской операции. Всего за 10 дней войска армии продвинулись вперёд на 110—120 километров, прорвали несколько полос финской обороны и овладели штурмом городом Выборг.
23-я армия, действовавшая на вспомогательном направлении, после прорыва двух финских оборонительных рубежей, имея задачу выхода на водную систему озёр Сувантоярви, Вуокси, Вуоксиярви, к 20.6.44 года выполнила задачу выхода к Вуоксинской водной системе. Войска 23-й армии не смогли, как планировалось, отрезать пути отхода частей 15 и 11 пд на третью оборонительную линию. Финские войска использовали сложности местности театра военных действий, где бои часто стали сравнимы c боями в городских постройках, наступление проходило при нарастающем сопротивление финнов, получивших значительные подкрепления.
На Карельском перешейке финские войска потерпели тяжёлое поражение и понесли большие потери в людях и технике. Под Выборг были переброшены значительные силы из южной Карелии, что облегчило задачу Карельскому фронту в Свирско-Петрозаводской операции. Уже на этом этапе операции войска Ленинградского фронта разгромили крупную группировку финских войск, освободили северные районы Ленинградской области, практически выполнив основную задачу Выборгской операции — освобождения Ленинградской области, и обеспечили полную безопасность Ленинграда.
22 июня Финляндия через Министерство иностранных дел Швеции обратилось к Советскому Союзу с просьбой о мире. Предъявленные СССР условия правительство Финляндии посчитало «требованием о безоговорочной капитуляции» и вновь отказалось заключать перемирие.
Таким образом, тяжёлое поражение на Карельском перешейке не заставило финское руководство отказаться от союза с Германией и выйти из войны. Согласно директиве Ставки ВГК № 220119 от 21 июня 1944 г. войска Ленинградского фронта продолжили наступление.
В мемуарах Маршала Советского Союза А. М. Василевского написано, что уже 17.6.44 г. Ставка определила «после взятия Выборга … продолжать наступление и с выходом войск на рубеж Элисенваара — Иматра прочно закрепиться на Карельском перешейке и, перейдя к обороне, сосредоточить основное внимание Ленинградского фронта на участии в боях по освобождению Эстонии».
После взятия города Выборга 20.6.44 года наступление Ленинградского фронта и бои на Карельском перешейке продолжались.

## Продолжение наступления
Продолжение наступления на левом фланге Ленинградского фронта
Основные статьи
Продолжение наступления на правом фланге Ленинградского фронта
21 июня Ставка ВГК направила Командованию Ленинградского фронта директиву № 220119 «О продолжении наступления на Карельском перешейке», в которой войскам фронта предписывалось:

 …продолжать наступление с задачей 26—28.06 главными силами овладеть рубежом Иматра, Лаппенранта, Виройоки. Частью сил наступать на Кексгольм, Элисенвара с целью очищения от противника Карельского перешейка северо-восточнее реки и озера Вуоксы… В дальнейшем главными силами развивать наступление с задачей овладеть рубежом Коувола, Котка и закрепиться на восточном берегу р. Кюмин-Йоки.

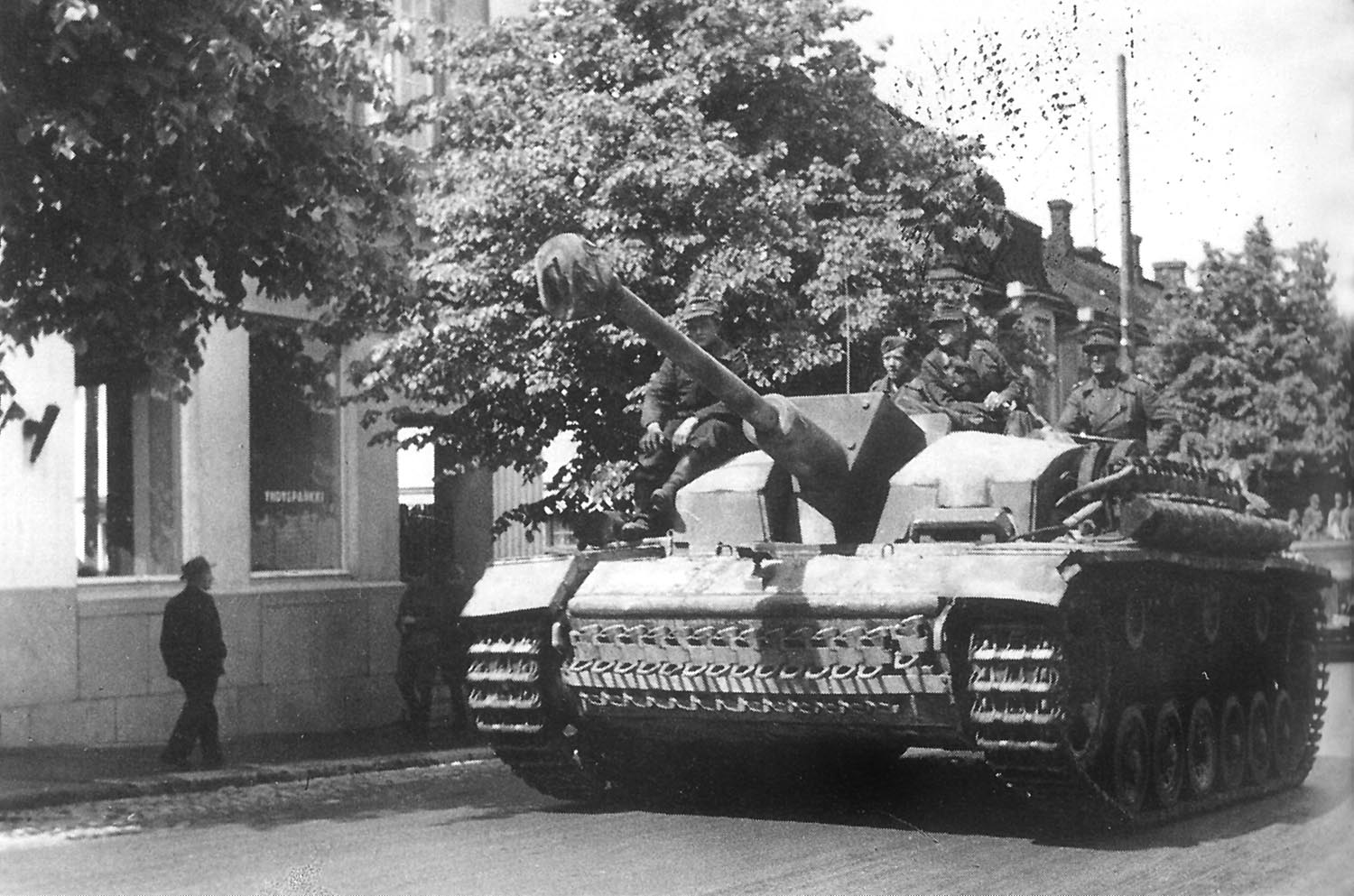
САУ StuG III из состава немецкой 303-й бригады штурмовых орудий. Финляндия, лето 1944 г.

В директиве Ставки ВГК от 22.06.1944 года № 220121 Командующему войсками Ленинградского фронта сказано
 «Ставка Верховного Главнокомандования утверждает ваше решение, представленное 21.06.1944 г. и указывает: 1.На усиление фронта дополнительными двумя стрелковыми корпусами не рассчитывать. Фронт имеет достаточно сил и средств для выполнения поставленной задачи. 2. Остальные просимые вами средства будут, по возможности, даны» .
Дивизии фронта насчитывали от 4000 до 5000 личного состава в каждой. После взятия Выборга линия фронта растянулась, что снижало ударные возможности советских войск. Финское командование сосредоточило в районе севернее Выборга на хорошо подготовленных позициях значительные силы, переброшенные из других районов, в том числе из Карелии. К середине июля на Карельском перешейке действовало до 75 % всей финской армии,
По просьбе финского руководства нацистская Германия прислала 122-ю немецкую пехотную дивизию, 303-ю бригаду штурмовых орудий, они сыграли роль в оборонительных боях к югу и к западу от Выборга, 80 пикирующих бомбардировщиков Ju-87 и истребителей-штурмовиков FW-190. В Финляндию из Германии были доставлены 9 тысяч фаустпатронов, что значительно осложнило действия танков в специфических условиях местности Карельского перешейка.
21.6.44 г. войска 21-й армии Ленинградского фронта продолжили наступление на участке от реки Вуоксы до Выборгского залива и уже 21.6.44 г. в районе Тали столкнулись с оборонительной полосой противника, представлявшей собой систему естественных водных преград, перешейков, закрытых оборонительными сооружениями и плотную группировку войск. 21.6.44 г. войска 21-й армии продвинулись на 1.5 — 2 км. В дальнейшем советские войска не смогли взломать оборону финских войск, за десять последних дней июня части 21-й армии подвинулись вперёд всего на 8—10 километров, а в начале июля всего на 2 километра (Сражение при Тали-Ихантала)
Одновременно командование Ленинградским фронтом попыталось осуществить глубокий двусторонний охват главной группировки финских войск.
В конце июня силами Балтийского флота была проведена Бьёркская десантная операция, а в начале июля — операция по захвату островов Выборгского залива силами частей 59-й армии при поддержке Балтийского флота.
23-я армия должна была силами 6 стрелкового корпуса с частями усиления выйти на линию Выборг —Антреа, затем вводить в бой 98 стрелковый корпус, который должен был форсировать реку Вуоксу у Антреа и развивать наступление в направлении Хиитола.
Однако операция Балтийского флота привела лишь к частичному успеху и не достигла всех поставленных целей.
4.7.44 года началась десантная операция 59-й армии на острова Выборгского залива с целью захвата островов и выхода в тыл основной обороняющейся финской группировке. В состав армии из стрелковых соединений входили только 124-я и 224-я стрелковые дивизии. В боях за острова советским частям, кроме финских войск, противостояла 122-я немецкая пехотная дивизия, имевшая мощную артиллерию. В результате операции удалось захватить значительное число островов в заливе и несколько населённых пунктов, но полностью выполнить задачи операции не удалось. Части 59-й армии понесли большие потери, 10.7.44 г. проведение операции было остановлено.
Наступление 23-й армии на правом крыле Ленинградского фронта продолжалось, но не теми темпами, на которые рассчитывало командование.
Командование противника стремилось удержать третью полосу обороны (Линия VKT). Соотношение сил наступающих и обороняющихся, с учётом потерь частей 23-й армии в предшествующих боях, изменилось, значительно усилилась финская артиллерийская группировка.
Эффективность огня советской артиллерии резко снизилась из- за большого количества природных валунов, ставших огневыми точками, специфические условия местности Карельского перешейка использовались финнами, воевавшими в знакомых условиях.
6-й стрелковый корпус и 98-й стрелковый корпус с частями усиления в этот период вели затяжные бои на правом берегу Вуоксы, постепенно освобождая правый берег реки от финских войск.
В продолжавшемся сражении на Вуоксе к 8.7.44 года войска 23-й армии полностью очистили от войск противника правый берег Вуоксы, 9.7. 115-й ск и части усиления форсировали Вуоксу и захватили плацдарм её левом берегу.
Согласно директиве Ленинградского фронта 76/оп от 13.7.44 г. войскам 23-й армии 15.7.44 г. предписывалось перейти в наступление c захваченного плацдарма силами 6 ск. Дивизии 6 ск переправились на плацдарм 13-14 7.1944 года и были готовы перейти в наступление в течение ночи на 16.7.1944 года.
15.7.44 года в 24.00. Командованию 23-й армии поступает директива Командования Ленинградским фронтом 81/оп, в которой войскам армии предписывалось прервать наступательные операции с 24.00. 15.7.1944 г., перейти к жесткой обороне на достигнутых рубежах, 115-й ск вывести в армейский резерв и приступить к подготовке к предстоящей операции. Перейдя к обороне, советские части до 18.7.44 г. отбивали непрерывные атаки противника, пытавшегося плацдарм уничтожить. В дальнейшем бои приняли позиционный характер.
С 13.7.1944 года наступление 21-й и 59-й армий было остановлено согласно Директивам Командования Ленинградским фронтом.
Директивой 77/оп 59-й армии предписывалось  «для тщательного изучения обороны противника временно прекратить боевые действия и перейти к жесткой обороне», в директиве 78/оп Командованию 21-й армии предписывалось прервать наступательные операции, перейти к жесткой обороне, 108-й ск и 97-й ск вывести в армейский резерв и приступить к боевой подготовке предстоящего наступления.
В отечественной официальной историографии второму этапу Выборгской операции (продолжению наступления Ленинградского фронта) посвящены фактически лишь несколько строк, что, вероятно, связано с особенностью историографии в советское время — описывать операции, закончившиеся решительным успехом и бегло описывать операции, не закончившиеся полным разгромом противника.
Но основная задача Выборгской операции — освобождение оккупированных районов Ленинградской области была выполнена, линия фронта была отодвинута от Ленинграда и были созданы предпосылки для успешного наступления советских войск в Карелии.
Наступательные действия Карельского фронта, проводившего с 21.7.44 г. Свирско-Петрозаводскую операцию, продолжались.
Начальник Инженерного управления Ленинградского фронта генерал-лейтенант Б. В. Бычевский в воспоминаниях написал:«22 июня 1944 года. В старых тетрадях военных лет я нашел следующую запись за этот день: Третья годовщина начала войны. Вчера Карельский фронт начал наступление на свирско-петрозаводском направлении. Ленинград перестал быть городом-фронтом».
В результате успешного проведения Выборгской и Свирско- Петрозаводской наступательных операций, а также в связи с успехами Красной Армии в ходе боевых действий с нацистской Германией на других участках фронта, 25 августа 1944 г. Финляндия была вынуждена обратиться к СССР с предложением о начале переговоров о перемирии. 4.9.44 года Финляндия прекратила боевые действия на советском участке фронта. В связи с принятием финским правительством предварительных условий Советского правительства, Советское Верховное Командование приказало прекратить военные действия на участке расположения финских войск с 8 часов утра 5 сентября 1944 г. 19 сентября 1944 г. Финляндия подписала Московское перемирие на условиях СССР и объявила войну своему фактическому союзнику — гитлеровской Германии.

## Отличившиеся воины

### Герои Советского Союза
- Т. П. Авдеев — старший лейтенант, командир танковой роты 226-го отдельного танкового полка 23-й армии.
- Г. А. Багаутдинов — сержант, командир пулемётного расчёта 1259-го стрелкового полка 381-й стрелковой дивизии 97-го стрелкового корпуса 21-й армии.
- С. И. Буфетов — капитан, командир дивизиона 96-го артиллерийского полка 90-й стрелковой дивизии 21-й армии.
- И. И. Ведмеденко — капитан, командир батареи 18-й гаубичной артиллерийской бригады 5-й артиллерийской дивизии 3-й гвардейской артиллерийского корпуса прорыва 21-й армии.
- Н. Минбаев — младший сержант, командир отделения 1261-го стрелкового полка 381-й стрелковой дивизии 97-го стрелкового корпуса 21-й армии.
- В. И. Мостовой — старший лейтенант, командир батареи 816-го артиллерийского полка 281-й стрелковой дивизии 23-я армии.
- В. З. Назаркин — старший лейтенант, командир 1326-го артиллерийского полка 71-й артиллерийской бригады 5-й гвардейской Сталинградской дивизии прорыва 21-й армии.
- В. Р. Николаев — сержант, наводчик орудия 1309-го истребительно-противотанкового артиллерийского полка 46-й отдельной истребительно-противотанковой артиллерийской бригады 21-й армии.
- Л. Н. Пономаренко — лейтенант, командир роты 381-го стрелкового полка 109-й стрелковой дивизии 109-го стрелкового корпуса 21-й армии.
- Р. И. Петров — младший лейтенант, командир танка.
- В. Т. Рубченков — младший лейтенант, комсорг батальона 1263-го стрелкового полка 381-й стрелковой дивизии 97-го стрелкового корпуса 21-й армии.
- Д. К. Ушков — ефрейтор, стрелок 98-го стрелкового полка 10-й стрелковой дивизии 23-й армии.
- Р. П. Хованский — ефрейтор, стрелок 1064-го стрелкового полка 281-й стрелковой дивизии 23-й армии.

Указами Президиума Верховного Совета СССР от 21.07.1944 г. и от 24.3.1945 года на Ленинградском фронте за бои на Карельском перешейке в июне — июле 1944 года звания Героя Советского Союза удостоены 56 человек

### Полные кавалерыордена Славы
- Н. А. Залётов — старший сержант, командир отделения 188-го гвардейского стрелкового полка 63-й гвардейской стрелковой дивизии 30-го гвардейского стрелкового корпуса 21-й армии.

## Почётные наименования соединений и частей
Соединениям и частям Ленинградского фронта, отличившимся во время Выборгской операции, присвоены Почетные наименования Ленинградские  и Выборгские .
Приказом Верховного Главнокомандующего № 0172 22 июня 1944 года 48 соединениям и частям, отличившимся в боях с немецко-финскими захватчиками при прорыве сильно укрепленной долговременной обороны противника на Карельском перешейке севернее города Ленинграда, присвоено наименование «Ленинградские»:
- 30-й гвардейский стрелковый корпус
- 109-я стрелковая дивизия
- 286-я стрелковая дивизия
- 358-я стрелковая дивизия
- 381-я стрелковая дивизия
- 188-й гвардейский стрелковый полк
- 190-й гвардейский стрелковый полк
- 192-й гвардейский стрелковый полк
- 129-й гвардейский мотострелковый полк
- 131-й гвардейский стрелковый полк
- 134-й гвардейский стрелковый полк
- 133-й гвардейский стрелковый полк
- 187-й гвардейский стрелковый полк
- 14-й стрелковый полк
- 15-я артиллерийская дивизия прорыва
- 17-я гвардейская пушечная артиллерийская бригада
- 67-я гаубичная артиллерийская бригада
- 71-я легкая артиллерийская бригада
- 18-я гвардейская гаубичная артиллерийская бригада большой мощности
- 95-я тяжелая гаубичная артиллерийская бригада
- 27-я миномётная бригада
- 79-я легкая артиллерийская бригада
- 38-я гаубичная артиллерийская бригада
- 2-я тяжёлая гаубичная артиллерийская бригада
- 21-я гвардейская гаубичная артиллерийская бригада большой мощности
- 96-я тяжёлая гаубичная артиллерийская бригада
- 28-я минометная бригада
- 2-я гвардейская миномётная бригада
- 5-я гвардейская минометная бригада
- 6-я гвардейская миномётная бригада
- 9-й артиллерийский полк
- 96-й гвардейский артиллерийский полк
- 133-й гвардейский артиллерийский полк
- 46-я истребительно-противотанковая артиллерийская бригада
- 94-й истребительно-противотанковый артиллерийский полк
- 260-й пушечный артиллерийский полк
- 151-й армейский пушечный артиллерийский полк
- 1-я отдельная танковая бригада
- 152-я отдельная танковая бригада
- 185-й отдельный танковый полк
- 26-й отдельный танковый полк прорыва
- 351-й гвардейский тяжелый самоходный артиллерийский полк
- 113-я бомбардировочная авиационная дивизия
- 334-я бомбардировочная авиационная дивизия
- 13-й отдельный разведывательный авиационный полк
- 26-й отдельный полк связи
- 333-й отдельный линейный батальон связи
- 334-й отдельный линейный батальон связи

Приказом Верховного Главнокомандующего № 0173 2 июля 1944 г. 33 соединениям и частям Ленинградского фронта, отличившимся в боях с немецко — финскими захватчиками при прорыве линии Маннергейма и овладении городом и крепостью Выборг, присвоено наименование «Выборгские»:
- 265-я стрелковая дивизия
- 19-й стрелковый полк
- 173-й стрелковый полк
- 286-й стрелковый полк
- 386-й стрелковый полк
- 693-й стрелковый полк
- 709-й стрелковый полк
- 1074-й стрелковый полк
- 1076-й стрелковый полк
- 1078-й стрелковый полк
- 1187-й стрелковый полк
- 1189-й стрелковый полк
- 1191-й стрелковый полк
- 1236-й стрелковый полк
- 1238-й стрелковый полк
- 1240-й стрелковый полк

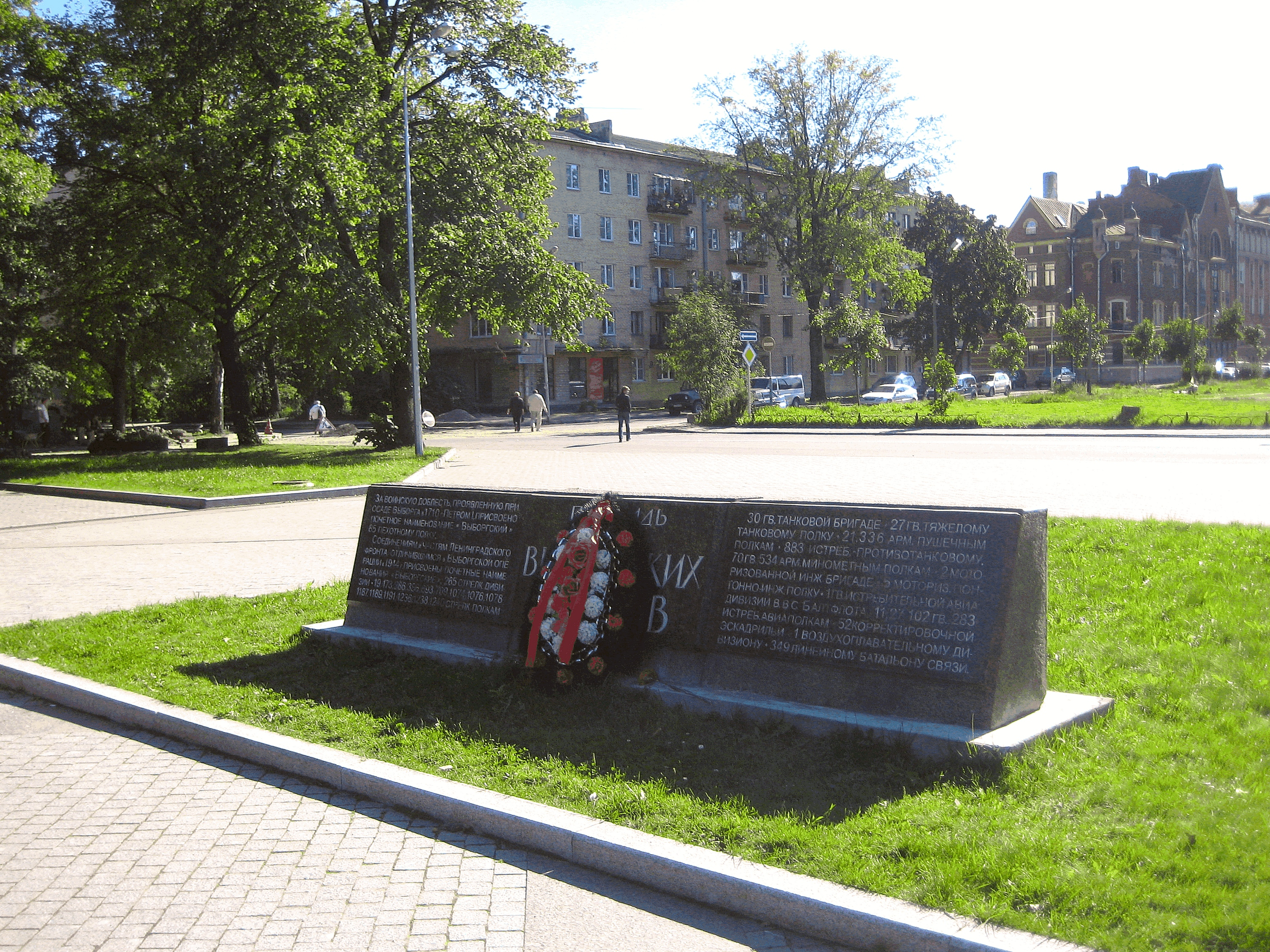
Стела в Выборге с перечнем отличившихся соединений и частей

- 21-й армейский пушечный артиллерийский полк
- 336-й армейский пушечный артиллерийский полк
- 883-й истребительно-противотанковый артиллерийский полк
- 1-й воздухоплавательный дивизион аэростатов воздушного наблюдения
- 70-й гвардейский миномётный полк
- 534-й армейский миномётный полк
- 30-я гвардейская танковая бригада
- 27-й гвардейский тяжёлый танковый полк
- 1-я гвардейская истребительная авиационная дивизия ВВС КБФ
- 11-й гвардейский истребительный авиационный полк
- 27-й гвардейский истребительный авиационный полк
- 102-й гвардейский истребительный авиационный полк
- 283-й истребительный авиационный полк
- 52-я отдельная корректировочная авиаэскадрилья
- 2-я отдельная моторизованная инженерная бригада
- 5-й отдельный моторизованный понтонно-мостовой полк
- 349-й отдельный линейный батальон связи

В честь частей и соединений, получивших почётное наименование Выборгские, названа площадь в городе Выборге.

## Памятники и мемориалы

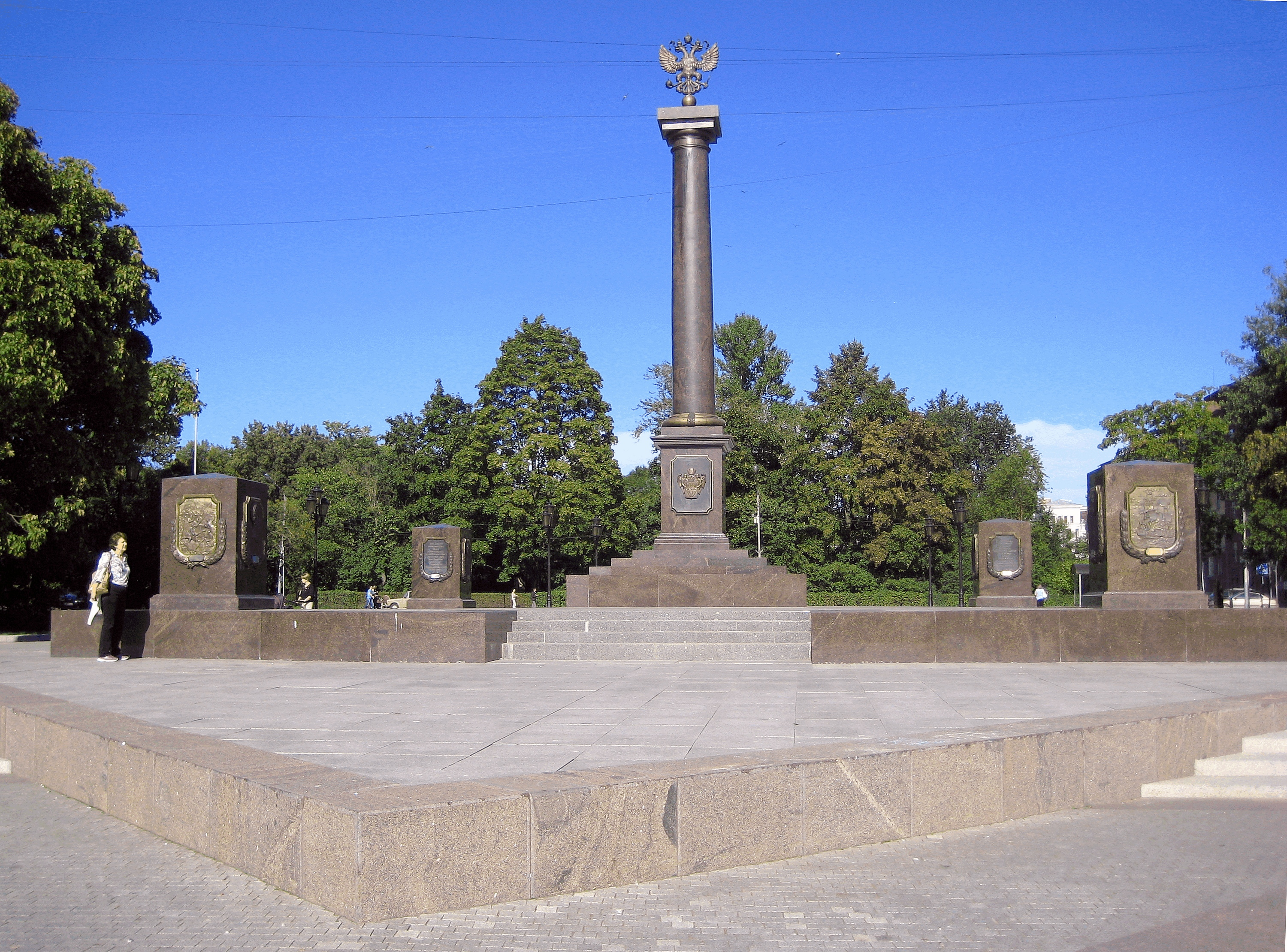
Стела «Город воинской славы» в Выборге.
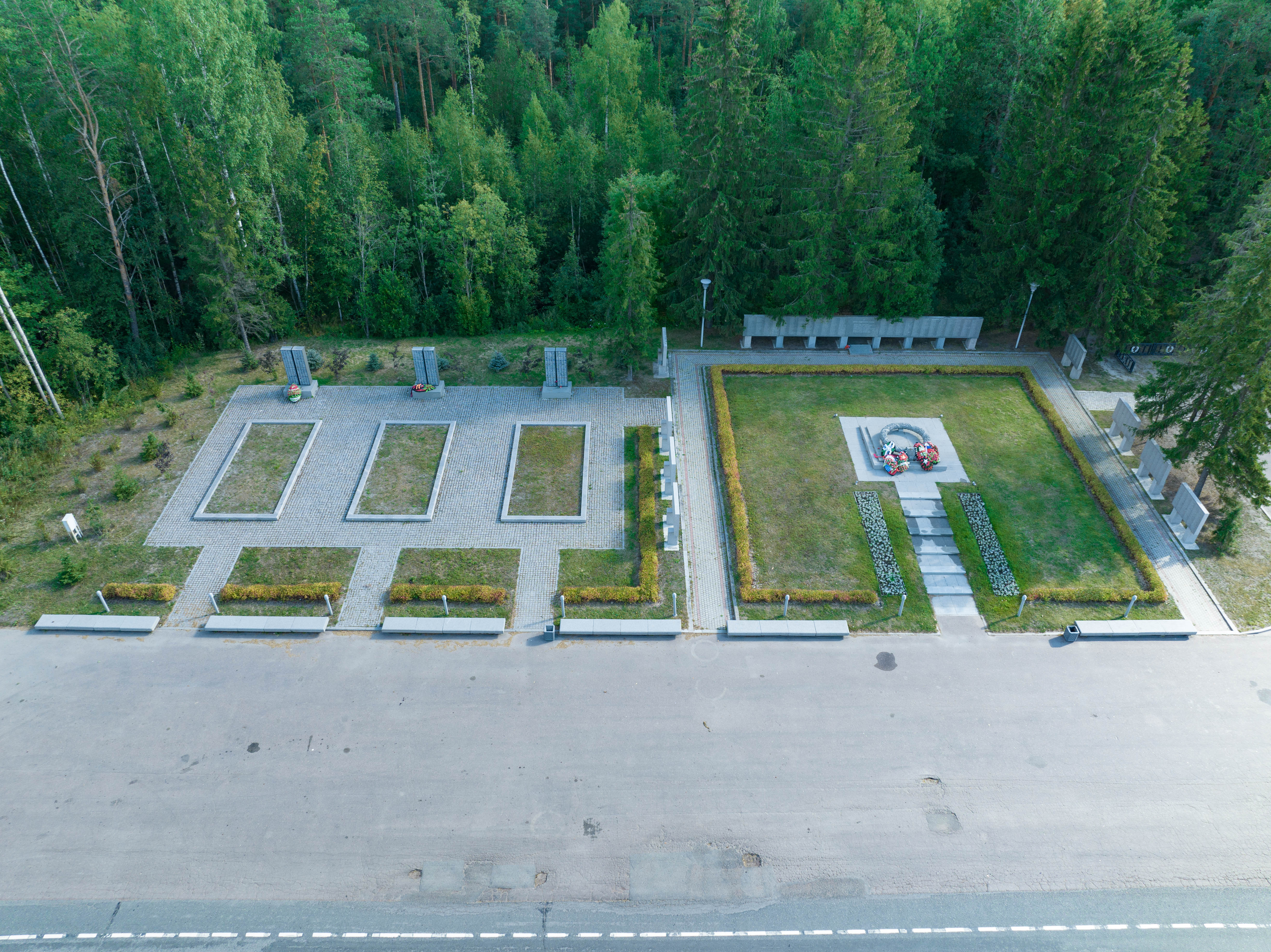
Мемориал советским воинам при въезде в Выборг.
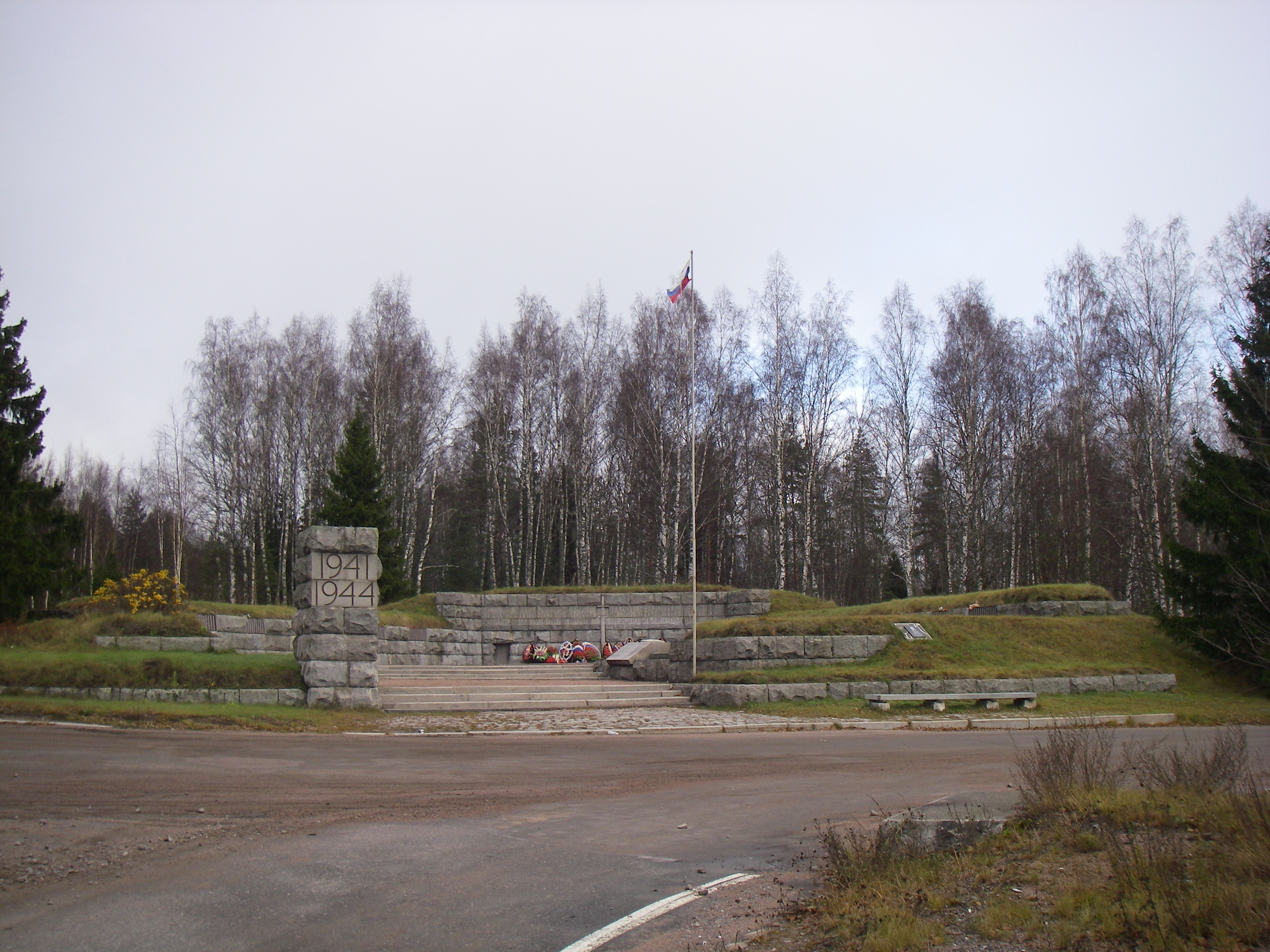
Мемориал «Петровка» (воинское захоронение № 30). Находится на месте братской могилы советских воинов, павших в 1939—1940 гг. и во время Великой Отечественной войны. Расположение: Ленинградской область Выборгский район Каменногорского городского поселения  в 2 километрах к северу от посёлка Красный Холм  на 10-м километре Светогорского шоссе
Памятник воинам 23-й армии Ленинградского фронта (Вуокса, 1944 год).  Памятник воинам 23 армии Ленинградского фронта, участвовавшим в боях в июле 1944 года на реке Вуокса, расположен в поселке Барышево (Ленинградская область), Гончаровское сельское поселение, 4 км северо-западнее
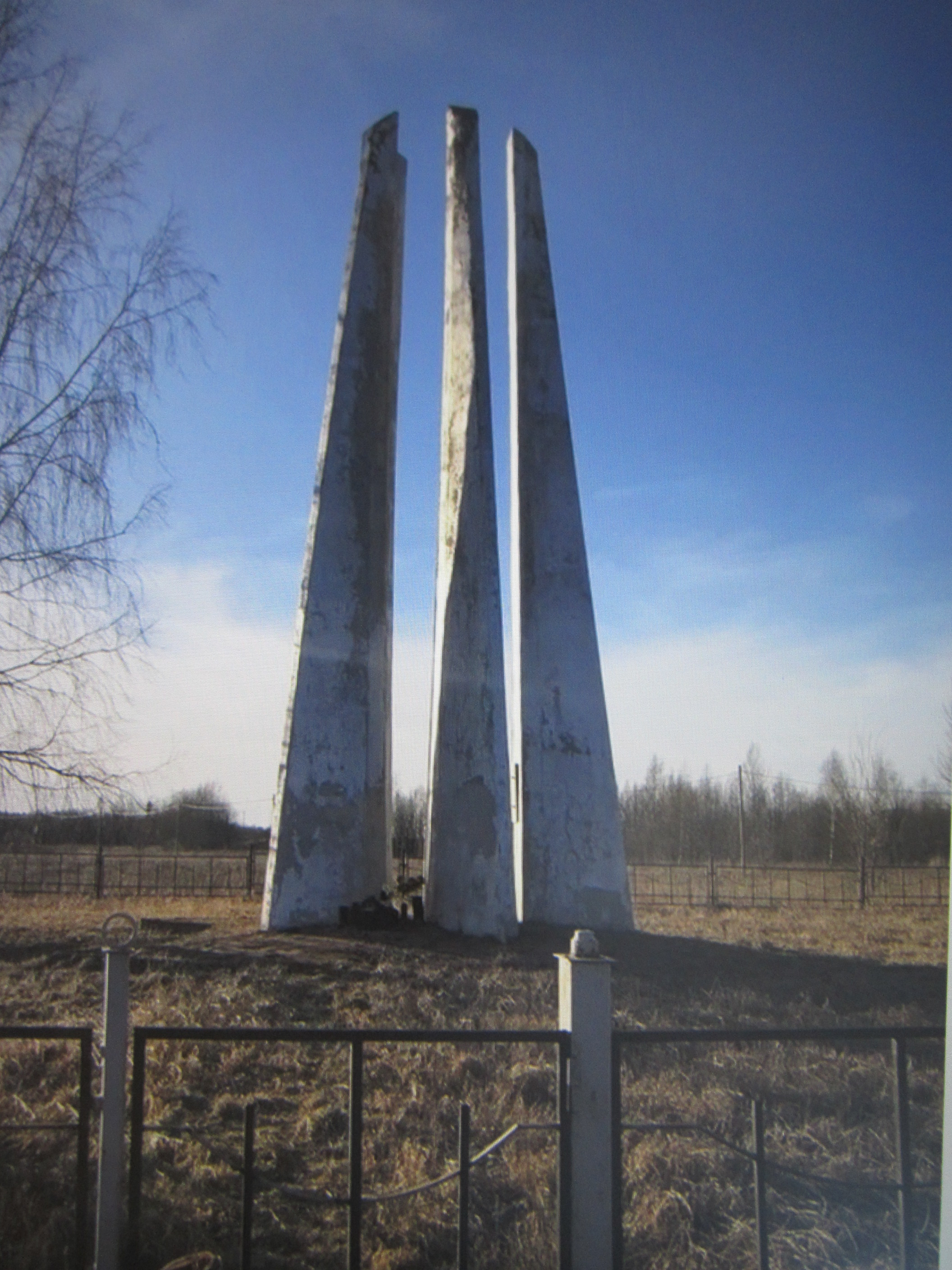
Памятный знак-обелиск  в зоне, где в июне-июле 1944 года сражались и успешно форсировали реку Вуоксу воины 142, 10, 92 стрелковых дивизий и других частей 23-й  армии Ленинградского фронта. Поблизости – памятное место, где в июле 1944 г. погиб начальник политотдела 142 с.д. Джатиев Д.Е.  Неофициальное название Мемориала – «Пять штыков».  Расположение: Ленинградская область, Приозерский район, Ромашкинское сельское поселение, в  10  км  к  северо-западу  от  посёлка  Новая Деревня, близ левого, северо-восточного берега реки  Вуоксы.
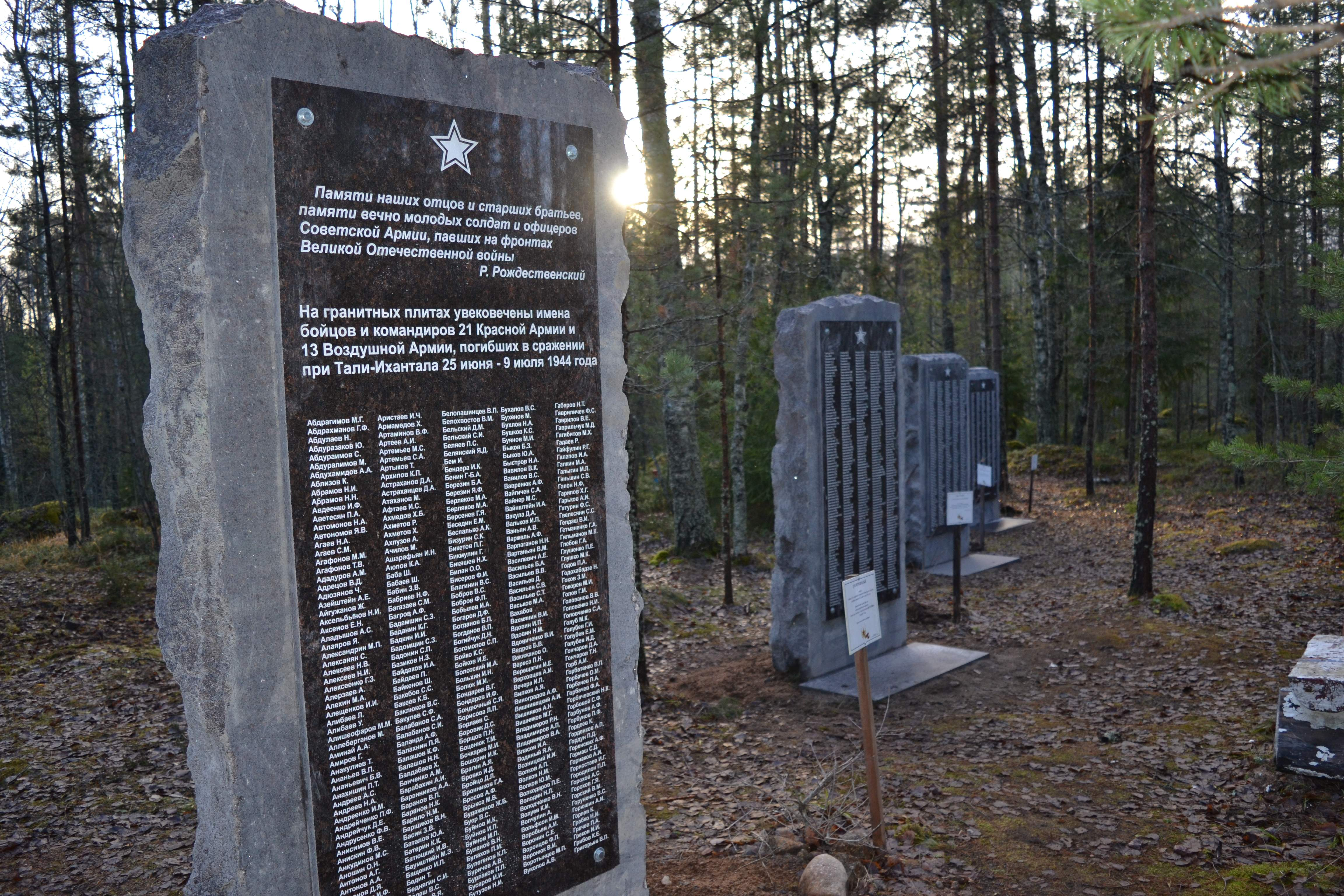
Военно - патриотический маршрут Тропа имени Героя Советского Союза Константина Шестакова . Расположение: Ленинградская область, Выборгский район, Каменногорское городское поселение. Маршрут открыт 2 июля 2017 года[82].
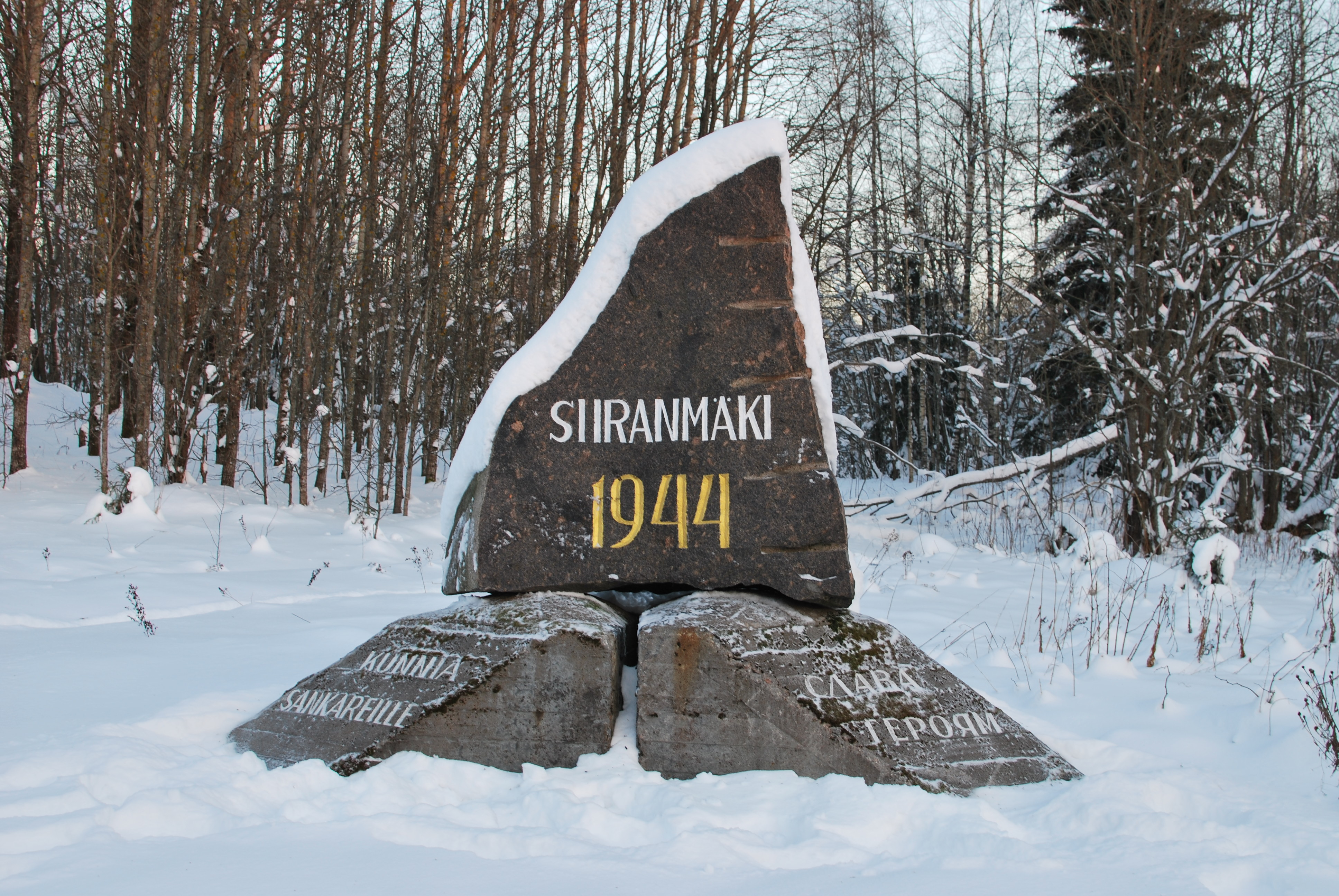
Памятник в Сийранмяки.  Установлен на высоте 171.0. где в июне 1944 года войска 23-й армии Ленинградского фронта прорвали укрепленную финскую  линию обороны в районе деревни Сийранмяки.  Установлен  в 2004 году  по инициативе финского  общества Община  Кивеннапасеура.
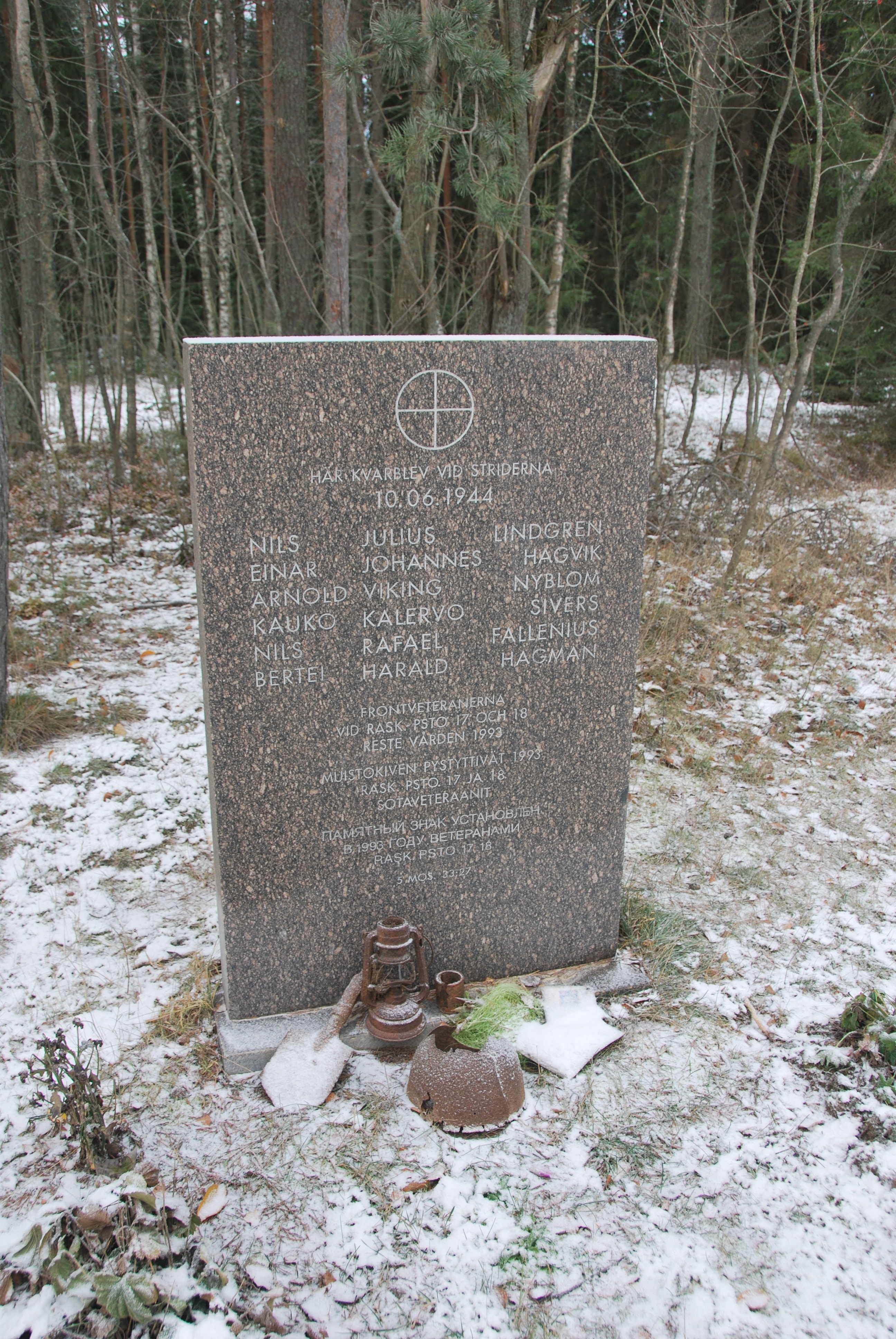
Памятник шведским и финским солдатам, погибшим в Калелово 10 июня 1944 года. Установлен  в 1993 году артиллеристами финских 17 и 18 тяжелых артиллерийских дивизионов (RASK PSTO 17 и 18).

## Комментарии
1. ↑  Мустоловские высоты находятся примерно в 5 километрах к западу от Лемболовского озёра или 5 километров южнее посёлка Стеклянный

### Документы
- Коллектив авторов. Русский архив: Великая Отечественная: Ставка ВГК. Документы и материалы 1944—1945 / под общей ред. В. А. Золотарева. — М.: ТЕРРА, 1999. — Т. 16 (5—4). — 368 с. — 3000 экз. — ISBN 5-300-01162-2.
- Сборник приказов Народного комиссара обороны СССР (1941—1944) о присвоении наименований частям, соединениям и учреждениям Красной Армии / Наркомат обороны СССР. — М.: Центральная типография НКО имени К. Е. Ворошилова, 1945. — 444 с.

### Директивы Ставки Верховного Главнокомандования
- Директива Ставки ВГК № 220116 от 11.06.1944 г.
- Директива Ставки ВГК № 220119 от 21.06.1944 г.
- Директива Ставки ВГК № 220121 от 22.06.1944 г.

### Исторические исследования
- Иринчеев Б. К. Прорыв Карельского вала. Четвёртый сталинский удар. — Издание 2-е, испр.. — Выборг: Военный музей Карельского перешейка, 2019. — С. 9. — 284 с. — ISBN 978-5-6042192-4-9.
- Барышников Н. И., Барышников В. Н., Федоров В. Г. Финляндия во второй мировой войне. — Л.: Лениздат, 1989. — 336 с. — ISBN 5-289-00257-X.
- Барышников Н. И. Блокада Ленинграда и Финляндия 1941—1944. — Санкт-Петербург—Хельсинки: Johan Beckman Institute, 2002. — 300 с. — ISBN 952-5412-10-5.
- Барышников Н. И. К вопросу о выходе Финляндии из Второй мировой войны: визит финской правительственной делегации в Москву в марте 1944 г. и его значение (по материалам Архива министерства иностранных дел Финляндии) // Труды Кафедры истории нового и новейшего времени : журнал. — СПб.: Изд-во РХГА, 2016. — № 16. — С. 140—156. — ISSN 2227-3824. Архивировано 10 августа 2025 года.
- История ордена Ленина Ленинградского военного округа / под ред. А. И. Грибкова. — М.: Воениздат, 1974.
- Каранкевич Л. Н., Козуненко Д. А. Июнь 1944 года. Крушение «Последней Надежды». Хроника боёв на Карельском перешейке. Том I: Прорыв линии VT. СПб., 2019. 496 с.
- Каранкевич Л. Н., Козуненко Д. А. Июнь 1944 года. Крушение «Последней Надежды». Хроника боёв на Карельском перешейке. Том II: На пути к Выборгу. СПб., 2020. 604 с.
- Каранкевич Л. Н., Никитин В. В. Хроника боев на Карельском перешейке 18-20 июня 1944 года. Штурм Выборга. СПб., 2022. 520 с.
- Коллектив авторов. Россия и СССР в войнах XX века: Потери Вооружённых Сил / Под общ. ред. Г. Ф. Кривошеева. — М.: ОЛМА-ПРЕСС, 2001. — 608 с. — (Архив). — 5000 экз. — ISBN 5-224-01515-4.
- Гланц Д. Битва за Ленинград. 1941—1945 / Пер. У. Сапциной. — М.: Астрель, 2008. — 640 с. — ISBN 978-5-271-21434-9.
- Шигин Г. А. Битва за Ленинград: крупные операции, «белые пятна», потери / Под ред. Н. Л. Волковского. — М., СПб.: АСТ, Полигон, 2005. — 316 с. — (Военно-историческая библиотека). — ISBN 5-17-024092-9.
- Мощанский И. Б. Штурм "Карельского вала". Выборгско-Петрозаводская стратегическая наступательная операция 10 июня — 9 августа 1944 года. — М.: Военная летопись, 2005. — 64 с.
- Телицын В. Л. Маршал Говоров. От колчаковского офицера до Маршала Советского Союза. — М.: Яуза, Эксмо, 2008. — С. 204—215. — 320 с. — ISBN 978-5-699-27205-1.
- Кишкурно Я. А., Зубкин А. Ю. Танковые войска Финляндии 1919—1945 и участие советской и финской бронетехники в боях в Карелии и на Карельском перешейке в годы войны. — СПб., 2001. — 51 с. — ISBN 5-93414-066-3.
- Мейнандер Х. Финляндия, 1944. Война, общество, настроения / Пер. со швед. З. Линден. — М.: Весь Мир, 2014. — 395 с. — ISBN 978-5-7777-0574-7.
- Зубаков В. 21-я армия в Выборгской операции // Военно-исторический журнал. — 1971. — Июнь (№ 6). — С. 23—33. — ISSN 0321-0626.
- Вербовой О. И., Левашко В. О. Ликвидация «финского блокадного звена» // Военно-исторический журнал. — 2014. — Июнь (№ 6). — С. 22—27. — ISSN 0321-0626.
- Ковалёв С. Н. Подготовка выборгской наступательной операции // Военно-исторический журнал. — 2019. — Сентябрь (№ 9). — С. 12—19. — ISSN 0321-0626.
- Тарасов М. Я. «Русские … полным ходом устремились к Выборгу». Разгром финской армии на Карельском перешейке и в Южной Карелии в 1944 году // Военно-исторический журнал. — 2005. — Январь (№ 01). — С. 19—25. — ISSN 0321-0626.

### Энциклопедические статьи
- Выборгская операция 1944 // Вавилон — «Гражданская война в Северной Америке» / [под общ. ред. Н. В. Огаркова]. — М. : Военное изд-во М-ва обороны СССР, 1979. — С. 423—424. — (Советская военная энциклопедия : в 8 т. ; 1976—1980, т. 2).
- Выборгская операция 1944 // Военная энциклопедия: В 8 томах / Пред. Главной ред. комиссии П. С. Грачёв. Вавилония — Гюйс. — М.: Воениздат, 1994. — Т. 2. — С. 317. — 544 с. — 10 000 экз. — ISBN 5-203-00299-1.

- Выборгская операция 1944 // Великая Отечественная война, 1941—1945 : энциклопедия / под ред. М. М. Козлова. — М. : Советская энциклопедия, 1985. — С. 194. — 500 000 экз.

### Мемуары
- Попов М. М. 1. Попов М. М. (командующий Лен. ВО, Северным фронтом, Лен. фронтом) // Оборона Ленинграда 1941—1944 : Воспоминания и дневники участников / отв. ред. А. М. Самсонов. — Л.: Наука. Ленингр. отд-ние, 1968. — 791 с. — 14 500 экз.
- Борщев С. Н. От Невы до Эльбы. — Л.: Лениздат, 1970. — 384 с. — (Ленинград. 1941—1945).
- Голушко И. М. Танки оживали вновь. — 2-е изд., испр. и доп. — М.: Воениздат, 1977. — 220 с. — (Военные мемуары).
- Лукницкий П. Н. Ленинград действует… : Фронтовой дневник. Книга 3 (Февраль 1943 г. — до конца войны). — М.: Сов. писатель, 1968. — Т. 3. — 760 с.
- Бычевский Б. В. Город — фронт : Ленинград. 1941—1945. — 2-е изд., расшир. и доп.. — Л.: Лениздат, 1967. — 431 с.
- Новиков А. А. В небе Ленинграда : Записки командующего авиацией. — М.: Наука, 1970. — 307 с.
- Маннергейм К. Г. Мемуары / Пер. с фин.: П. Куйвала, Б. Злобин. — М.: Вагриус (ГУП ИПК Ульян. Дом печати), 2003. — 573 с. — ISBN 5-9560-0053-8.
- Маннергейм К. Г. Воспоминания. — Минск: ООО «Попурри», 2004. — 512 с. — ISBN 985-483-063-2.
- Штеменко С. М. Генеральный штаб в годы войны. — М.. — Воениздат, 1981. — 503 с.
- Голушко И. М. Танки оживали вновь. — 2-е изд., испр. и доп.. — М.: Воениздат, 1977. — 220 с. — (Военные мемуары).